# East End (Londres)

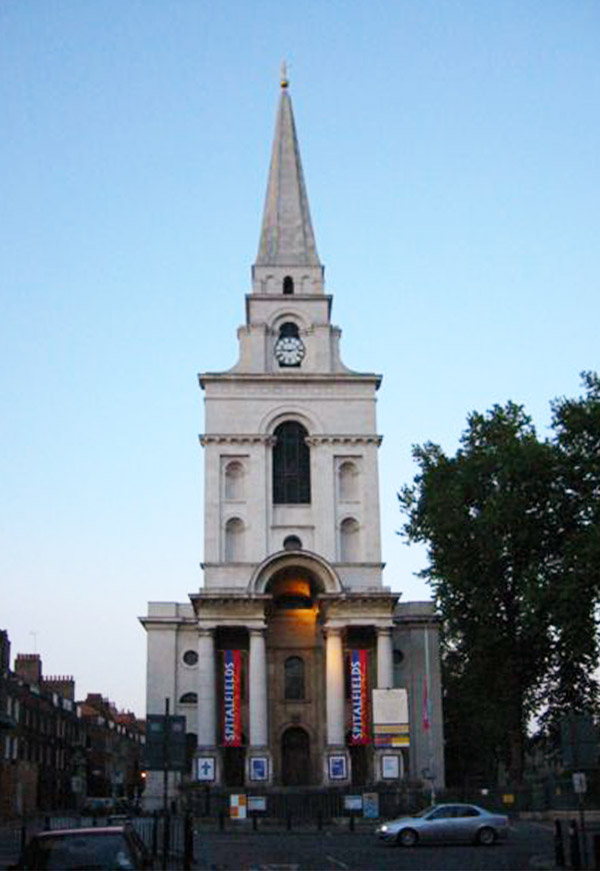
Christ Church, Spitalfields

A East End de Londres, também conhecida simplesmente por East End, é a área de Londres, Inglaterra, localizada a leste da muralha medieval da Cidade de Londres, e ao norte do rio Tâmisa. Apesar de não ser definida por limites formais universalmente aceitos, o rio Lea pode ser considerado outro limite. Para o propósito de seu livro, East End Past, Richard Tames se refere à área como coincidente com Tower Hamlets: porém, ele reconhece que essa definição exclui partes do sul de Hackney, bem como de Shoreditch e Hoxton, o que muitos considerariam como pertencente a East End. Outros ainda, como Alan Palmer, ampliariam a área até o outro lado do rio Lea para incluir partes de Newham, enquanto que partes de Waltham Forest às vezes também são incluídas. É universalmente aceito, porém, que East End não deve ser confundida com East London, que cobre uma área muito mais ampla.
O uso do termo East End em um sentido pejorativo começou no final do século XIX, quando a expansão da população de Londres levou à extrema superlotação de toda essa área e uma concentração de pobres e imigrantes. Os problemas se agravaram com a construção da St Katharine Docks (1827) e de um terminal da ferrovia central de Londres (1840-1875) que causaram a eliminação de antigas favelas, com muitas das pessoas desalojadas se deslocando para East End. Ao longo de um século, East End se tornou sinônimo de pobreza, doenças, superlotação e criminalidade.
A East End desenvolveu-se rapidamente durante o século XIX. Originalmente era uma área caracterizada por aldeias agrupadas em torno das muralhas da Cidade ou ao longo das estradas principais, cercadas por terrenos agrícolas, com pântanos e pequenas comunidades ao longo do rio, atendendo às necessidades da navegação e da Marinha Real Britânica. Até a chegada das docas formais, as mercadorias eram obrigadas a desembarcar no Pool of London, mas as indústrias relacionadas com a construção, reparos e abastecimento de navios floresceram na área a partir do período Tudor. A área atraiu um grande número de pessoas das áreas rurais à procura de emprego na cidade. Sucessivas ondas de imigração estrangeira iniciadas com os refugiados huguenotes criaram um novo subúrbio extramural em Spitalfields no século XVII. Eles foram seguidos por tecelões irlandeses, judeus asquenazes e, no século XX, bengalis. Muitos desses imigrantes trabalharam na indústria do vestuário. A abundância de mão de obra semi e não qualificada resultou em baixos salários e más condições de vida em toda a East End. Isso chamou a atenção dos reformadores sociais durante meados do século XVIII e levou à formação de sindicatos e associações de trabalhadores no final do século. O radicalismo da East End contribuiu para a formação do Partido Trabalhista e Emmeline Pankhurst liderou campanhas pelo direito do voto feminino na área.
As tentativas oficiais para tratar das superlotações começaram no início do século XX sob a responsabilidade do Conselho do Condado de Londres. A Segunda Guerra Mundial devastou grande parte da East End, com suas docas, ferrovias e indústrias tornando-se um alvo constante de bombardeios, especialmente durante a Blitz, levando à dispersão da população para os novos subúrbios e novas moradias sendo construídas na década de 1950. O fechamento da última doca da East End no Porto de Londres em 1980 criou novos desafios e levou às tentativas de regeneração e formação da London Docklands Development Corporation. A construção do Canary Wharf melhorou a infraestrutura, e o Parque Olímpico significa que East End está passando por novas mudanças, mas algumas partes ainda continuam a conter alguns dos piores índices de pobreza do Reino Unido.

## Origem e âmbito
O termo 'East End' foi pela primeira vez aplicado para os distritos imediatamente a leste, e totalmente fora, da muralha medieval da Cidade de Londres, e ao norte do rio Tâmisa; os quais incluíam Whitechapel e Stepney. No final do século XIX, East End correspondia à divisão da Torre de Middlesex, que a partir de 1900 formava os boroughs metropolitanos de Stepney, Bethnal Green, Poplar e Shoreditch, no condado de Londres. Hoje corresponde ao borough londrino de Tower Hamlets, e à parte sul de Hackney.

[A] invenção por volta de 1880 do termo 'East End' foi rapidamente absorvida pela nova imprensa popular, no púlpito e no music hall ... Um homem esfarrapado de Paddington, St Marylebone ou Battersea podia ser visto como um dos pobres respeitáveis. Mas o mesmo homem vindo de Bethnal Green, Shadwell ou Wapping era um 'East Ender', e, portanto, encarado com desconfiança. Em longo prazo esse estigma cruel veio para fazer o bem. Foi um incentivo importante para os mais pobres saírem de 'East End' a qualquer custo, e tornou-se um lembrete concentrado para a consciência pública, que nada a ser encontrado em 'East End' deve ser tolerado em um país cristão.Original {{{{{língua}}}}}: — The Nineteenth Century XXIV (1888)
Partes dos boroughs londrinos de Newham e Waltham Forest, anteriormente em uma área de Essex conhecida como 'além da fronteira de Londres', são às vezes considerados pertencentes à East End. Porém, o rio Lea é geralmente considerado a fronteira leste de East End e essa definição exclui os boroughs, mas coloca-os no leste de Londres. Esta extensão do termo é devido à 'diáspora' de east enders que se mudaram para West Ham por volta de 1886 e East Ham aproximadamente em 1894 para trabalharem no novo cais e indústrias ali estabelecidas. No período entre guerras, a migração ocorreu para as novas propriedades, construídas para aliviar as condições de vida em East End, em especial em Becontree e Harold Hill, ou inteiramente fora de Londres.
A extensão da East End foi sempre difícil de ser definida. Quando Jack London chegou a Londres em 1902 seu motorista de táxi não conhecia o trajeto e ele observou, "Thomas Cook e Filho, descobridores e desbravadores, fincando marcos por todo o mundo.... não sabiam o caminho para East End".
Muitos east enders são 'cockneys', embora este termo tenha tanto uma conotação geográfica, quanto linguística. A definição tradicional é que para ser um cockney, precisa ter nascido dentro do alcance do som dos sinos de Bow, situados em Cheapside. Em geral, o padrão de som cobriria a maior parte da Cidade, e partes das proximidades de East End, tais como: Aldgate e Whitechapel. Na prática, como não há maternidades no distrito, hoje poucos nasceriam na área. A origem do termo está perdida, mas uma explicação plausível é dada pelo Websters. Londres foi referida pelos normandos como a "Terra do Bolo Doce" (em francês antigo: pais de cocaigne), uma terra imaginária de ociosidade e luxúria. Uma denominação jocosa, a palavra "Cocaigne" se refere a toda área de Londres e seus subúrbios, e ao longo do tempo teve uma série de grafias: Cocagne, Cockayne', e em inglês médio: Cocknay e Cockney.
Seu uso linguístico é mais identificável, com empréstimos lexicais do iídiche, romani, e gírias costermonger, e um sotaque inconfundível que caracteriza a T-glotalização, uma perda de fricativas dentais e alterações de ditongos, entre outros. O sotaque é dito ser um remanescente do início do inglês falado em Londres, modificado pelos muitos imigrantes da área. O sotaque cockney sofreu um longo declínio, começando com a introdução no século XX do Received Pronunciation, bem como a adoção mais recente do Estuary English, que em si contém muitas características do inglês cockney.

## História

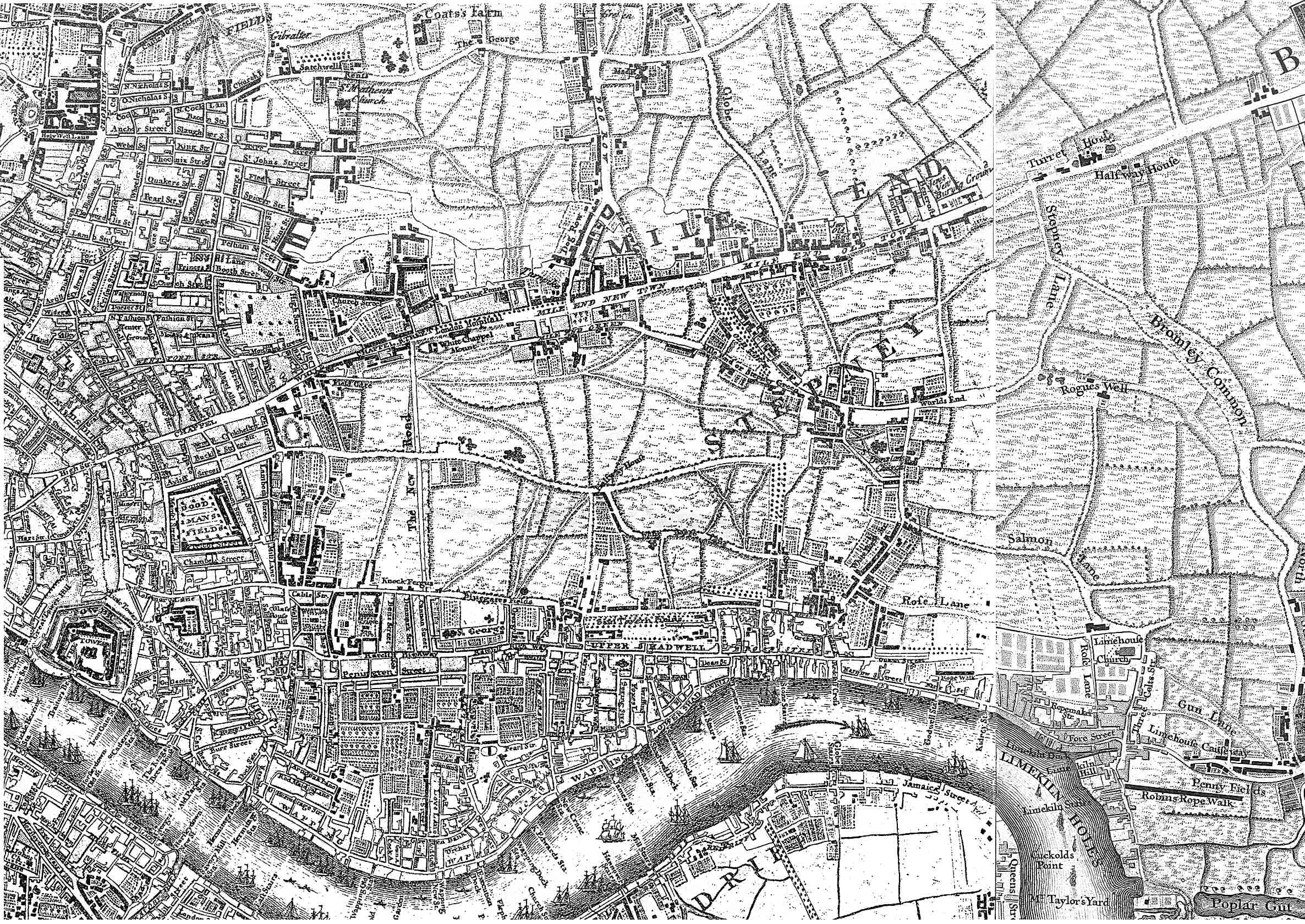
Mapa de 1745 da East End por John Rocque. Londres está se expandindo, mas ainda existem grandes áreas de campos à leste da Cidade.

East End originou-se de aldeias isoladas a leste de Londres, cujos campos entre elas foram aos poucos sendo substituídos por habitações, um processo que ocorreu no final do século XVIII e início do XIX. Desde o início, East End sempre possuiu uma das áreas mais pobres de Londres. As principais razões para isso são as seguintes:
- o sistema medieval de aforamento, que prevaleceu por toda East End no século XIX. Essencialmente, houve pouco interesse em desenvolver a terra que era mantida sob arrendamentos de curta duração.[3]
- a localização de indústrias nocivas, tais como curtumes e de beneficiamento, especialmente da lã, para eliminar óleos, sujeiras e outras impurezas, e torná-la mais espessa, fora dos limites da Cidade, e, portanto, longe de queixas e dos controles oficiais.
- o pagamento de baixos salários nas docas e indústrias afins, agravado pelas práticas comerciais de exploração do trabalho, empreitada e trabalho temporário.
- e a concentração do epicentro da decisão judicial e política nacional em Westminster, no lado oposto ocidental da Cidade de Londres.

Historicamente, East End pertenceu inicialmente ao Senhor de Stepney. Esta senhoria era realizada pelo bispo de Londres, em compensação por seus deveres na manutenção e guarnecimento da Torre de Londres. Mais participações eclesiásticas surgiram da necessidade de incluir os pântanos e de criar defesas contra inundações ao longo do rio Tâmisa. Eduardo VI passou a terra para a família Wentworth, e daí para seus descendentes, os Condes de Cleveland. O sistema eclesiástico de aforamento, no qual a terra era arrendada por um período de tempo não superior a sete anos, prevaleceu durante toda a senhoria. Essa contingência limitou seriamente a melhoria da terra e a construção de novos prédios até que a propriedade foi dividida no século XIX.
Nos tempos medievais as transações comerciais eram realizadas em oficinas em torno de instalações dos proprietários na Cidade. Até o momento do Grande Incêndio estas foram se tornando indústrias e algumas eram particularmente perniciosas, como o processamento da urina para curtume; ou exigia grandes espaços, como os utilizados para a secagem de tecidos em áreas abertas após o processo de tingimento; e cordoarias. Algumas eram perigosas, tais como as de fabricação de pólvora ou as de testes de armas de fogo. Essas atividades passaram a ser realizadas fora dos muros da Cidade, nos subúrbios próximos a East End. Mais tarde, quando a produção de chumbo e o processamento de ossos para sabão e porcelana foram criadas, elas também se estabeleceram em East End, em vez das ruas congestionadas da Cidade.
As terras a leste da Cidade eram sempre usadas como área de caça pelos bispos e realeza, com o rei João mandando construir um palácio em Bow. A abadia cisterciense de Stratford Langthorne tornou-se a corte de Henrique III em 1267 para a visitação dos legados papais, e foi ali que ele assinou a paz com os barões, nos termos do Dictum de Kenilworth. Tornou-se a quinta maior abadia do país, visitada por monarcas e propiciando um retiro popular (e lugar do descanso final) para a nobreza. O Palácio de Placentia em Greenwich, ao sul do rio Tâmisa, foi construído pelo Regente de Henrique V, Humphrey, Duque de Gloucester e Henrique VIII construiu um pavilhão de caça em Bromley Hall. Estas ligações reais continuaram até depois do Interregnum, quando a Corte estabeleceu-se no Palácio de Whitehall e os cargos da política reuniram-se em torno dela. East End situava-se também na estrada principal para a Abadia de Barking, importante centro religioso desde os tempos dos normandos e onde Guilherme, o Conquistador estabeleceu inicialmente a sua corte inglesa.

### Política e reforma social

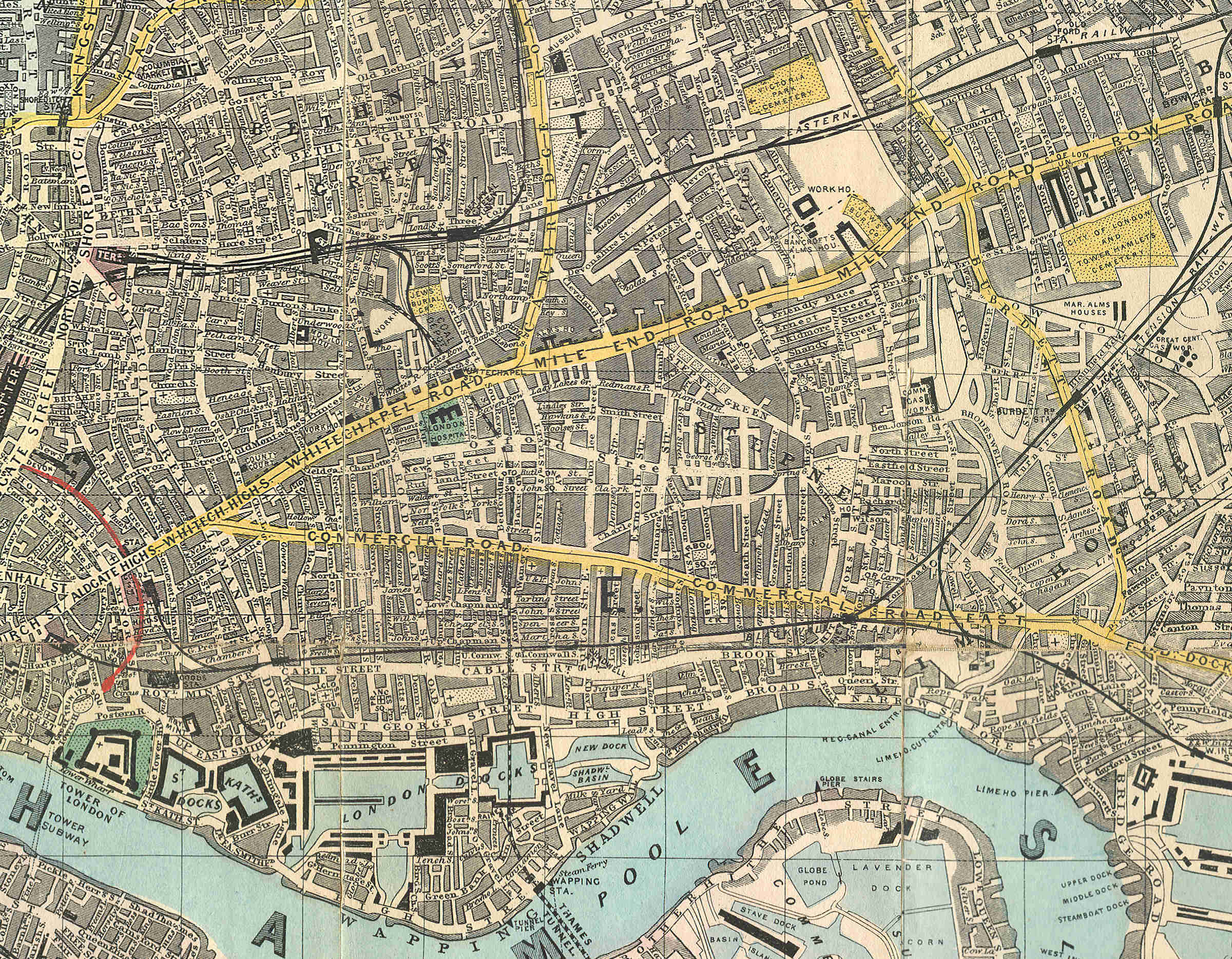
Mapa de 1882 da East End por Reynolds. O desenvolvimento já eliminou os campos abertos.

No final do século XVII grandes números de tecelões huguenotes chegaram a East End, estabelecendo-se para servirem nesse tipo de indústria que cresceu em torno das novas propriedades em Spitalfields, onde os mestres tecelões estavam fixados. Eles trouxeram consigo uma tradição de 'clubes de leitura', onde livros eram lidos, muitas vezes em casas públicas. As autoridades suspeitavam das reuniões de imigrantes e, de certa forma tinham razão uma vez que estas se transformaram em associações de trabalhadores e organizações políticas. Em meados do século XVIII, a indústria da seda caiu em declínio - em parte devido à introdução de tecidos de calicô estampados - e distúrbios ocorreram. Essas 'Revoltas de Spitalfield' de 1769 eram realmente centradas no leste e foram reprimidas com força considerável, culminando no enforcamento de dois homens em Bethnal Green. Um deles foi John Doyle (um tecelão irlandês), o outro foi John Valline (de descendência huguenote).
Em 1844, "Uma Associação para a promoção da Limpeza entre os Pobres" foi criada, e construiu uma casa de banhos e lavanderia em Glasshouse Yard, East Smithfield. Ao custo de um único penny para tomar banho ou lavar roupas, até junho de 1847 recebia 4.284 pessoas por ano. Isso resultou em uma Lei do Parlamento para incentivar outros municípios a construírem suas próprias casas de banho e o modelo se espalhou rapidamente por toda a East End. John Timbs observou que "... tão forte era o amor à limpeza, que encorajava as mulheres muitas vezes a se esforçarem para lavar suas próprias roupas e as de seus filhos, que eram obrigadas a venderem seus cabelos para comprar alimentos para satisfazer os desejos de fome".

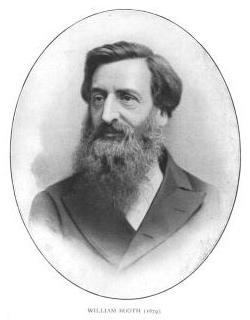
William Booth fundou o Exército de Salvação em Whitechapel, em 1878.

William Booth iniciou a sua 'Christian Revival Society' em 1865, pregando o evangelho em uma tenda erguida no 'Friends Burial Ground', Thomas Street, Whitechapel.  Outros se juntaram à sua 'Missão Cristã', e em 7 de agosto de 1878, o Exército de Salvação foi formado em uma reunião realizada em 272 Whitechapel Road. Uma estátua comemora a sua missão e seu trabalho em ajudar os pobres. Thomas John Barnardo, de Dublin chegou ao Royal London Hospital, em Whitechapel, para treinar para o trabalho missionário médico na China. Logo após sua chegada em 1866 uma epidemia de cólera atingiu East End matando 3.000 pessoas. Muitas famílias ficaram desamparadas, com milhares de crianças órfãs e forçadas a mendigar ou procurar trabalho nas fábricas. Em 1867, Barnardo montou uma escola para maltrapilhos para fornecer uma educação básica, mas observou-se que muitas crianças dormiam na rua. Sua primeira casa para meninos foi fundada na 18 Stepney Causeway em 1870. Quando um garoto morreu após ser mandado de volta (a casa estava cheia), foi instituída a política de que a 'Nenhuma Criança Desamparada Seria Recusada a Entrada'.
Em 1884 foi criado o Movimento de assentamento, com assentamentos, tais como Toynbee Hall e Oxford House, para encorajar os estudantes universitários a viverem e trabalharem nas favelas, vivenciando as condições e tentando aliviar um pouco da pobreza e da miséria de East End. Entre os residentes notáveis de Toynbee Hall estão: Richard Henry Tawney, Clement Attlee, Guglielmo Marconi e William Henry Beveridge. A Hall continua a exercer influência considerável, com a Workers' Educational Association (1903), Citizens Advice Bureau (1949) e Child Poverty Action Group (1965) todas sendo fundadas ou influenciadas por ela. Em 1888, as empregadas adolescentes da fábrica de fósforos Bryant and May, em Bow entraram em greve por melhores condições de trabalho. Isto, combinado com as muitas greves portuárias de Londres na mesma época, fez de East End um elemento chave na fundação das modernas organizações e sindicatos socialistas, como bem como no movimento de emancipação das mulheres.
No final do século XIX, uma nova onda de radicalismo chegou a East End, resultante da imigração de judeus fugidos da perseguição no Leste Europeu, e de radicais russos e alemães evitando serem presos em seus países de origem. Um imigrante alemão, Rudolf Rocker, começou a escrever em iídiche para o Arbeter Fraynd (Amigo dos Trabalhadores). Em 1912 ele organizou uma greve dos trabalhadores têxteis de Londres por melhores condições de trabalho e o fim do 'trabalho escravo'. Entre os russos foi Piotr Kropotkin, o anarquista, que ajudou a fundar a Freedom Press em Whitechapel. Afanasy Matushenko, um dos líderes do couraçado Kniaz Potemkin Tavricheski, fugiu do fracasso da Revolução Russa de 1905 para buscar refúgio em Stepney Green. Leon Trótski e Vladimir Lenin participaram de reuniões do jornal Iskra em 1903, em Whitechapel; e em 1907 Lenin e Josef Stalin participaram do Quinto Congresso do Partido Operário Social-Democrata Russo realizado em uma igreja em Hoxton. Aquele congresso consolidou a liderança da facção bolchevique de Lenin e debateu a estratégia para a revolução comunista na Rússia. Trótski observou, em suas memórias, o encontro com Máximo Gorki e Rosa Luxemburgo na conferência.
Na década de 1880, o sistema informal de trabalho dos estivadores levou estes a se sindicalizarem sob a liderança de Ben Tillett e John Burns. Isso levou a uma demanda por 'sixpence por hora' (A Tanner do Estivador), e o fim do trabalho informal nas docas. O coronel G. R. Birt, gerente-geral em Millwall Dock, deu provas a uma comitê parlamentar, das condições físicas dos trabalhadores:

Os pobres coitados estão miseravelmente vestidos, apenas com uma bota no pé, em um estado mais miserável.... Estes são os homens que vêm trabalhar em nossos cais, que vêm sem ter um pouco de comida em seus estômagos, talvez desde o dia anterior; eles trabalham por uma hora e ganham 5d. [2 pence]; a sua fome não lhes permitirá continuar: eles recebem os 5d. a fim de que eles possam conseguir comida, talvez o primeiro alimento que eles tiveram em vinte e quatro horas.Original {{{{{língua}}}}}: — Coronel G. R. Birt, em depoimento para o Comitê Parlamentar (1889)
 Estas condições de pagamentos aos estivadores ganharam grande simpatia do público, e depois de uma dura luta, a greve portuária de Londres de 1889 foi resolvida com a vitória para os grevistas, e criou um movimento nacional para a sindicalização de trabalhadores informais, ao contrário do sindicato dos artesãos já existente.

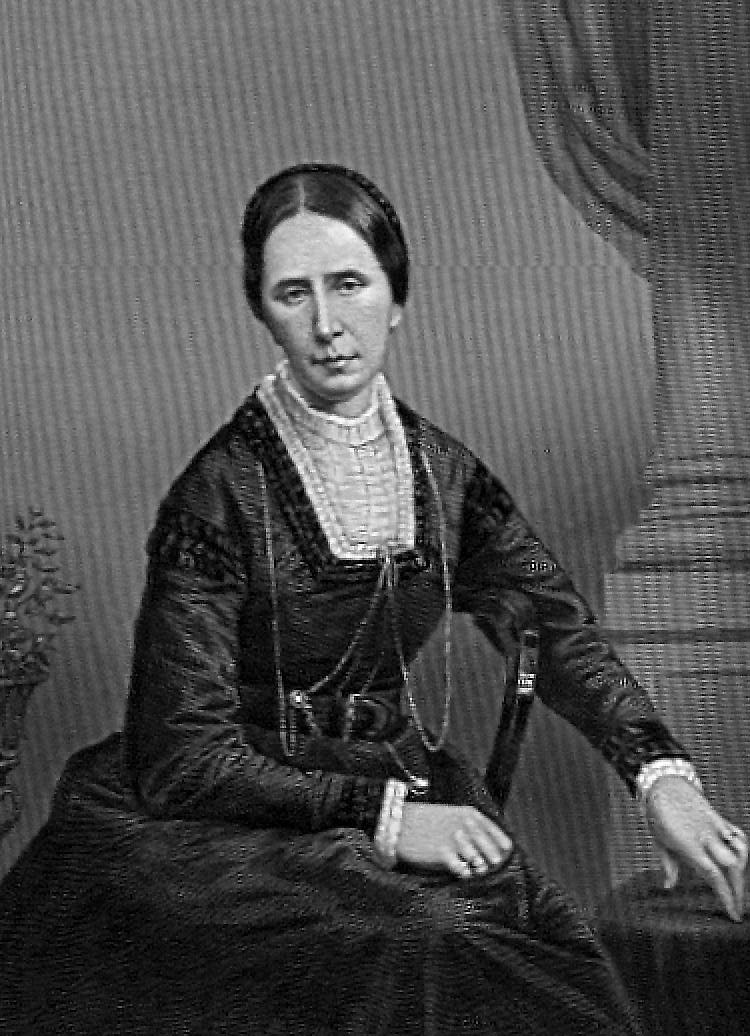
Lady Angela Burdett-Coutts

A filantropa Angela Burdett-Coutts era ativa em East End, aliviando a pobreza, fundando uma escola de costura para ex-tecelãs em Spitalfields e construindo a feira de flores Columbia Road em Bethnal Green. Ela ajudou a inaugurar a Sociedade Nacional para a Prevenção da Crueldade contra as Crianças, foi uma grande apoiadora da 'União das Escolas para Mendigos', e operou programas de habitação semelhantes aos das Model Dwellings Companies, tais como a East End Dwellings Company, e a Four Per Cent Dwelling Company, onde os investidores receberam um retorno financeiro por sua filantropia. Entre a década de 1890 e 1903, quando o trabalho foi publicado, o ativista social Charles Booth instigou uma investigação sobre a vida dos pobres de Londres (baseado em Toynbee Hall), muito do qual foi centrado na pobreza e condições em East End. Outras investigações foram instigadas pela 'Comissão Real sobre as Leis dos Pobres e Alívio da Angústia 1905-1909', a Comissão considerou difícil concordar sobre qual mudança seria necessária e produziu relatórios separados da maioria e da minoria. O relatório da minoria foi o trabalho de Booth com os fundadores da London School of Economics, Sidney e Beatrice Webb. Eles defendiam que o enfoque das causas da pobreza e da noção radical da pobreza seria involuntário, ao invés do resultado da indolência inata. Na época seu trabalho foi rejeitado, mas foi gradualmente adotado como política de sucessivos governos.

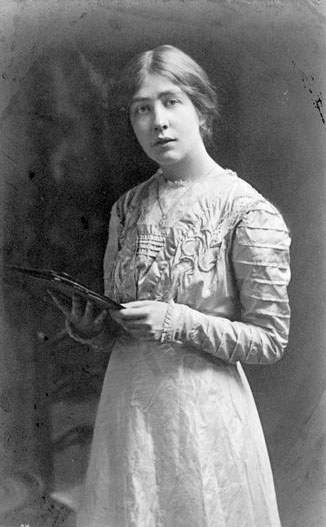
Sylvia Pankhurst 1882–1960.

Sylvia Pankhurst tornou-se cada vez mais desiludida com a incapacidade do movimento sufragista de se envolver com as necessidades das mulheres da classe trabalhadora, assim, em 1912 ela formou seu próprio movimento separatista, o East London Federation of Suffragettes. Ela concentrou-o em uma padaria em Bow com o slogan, "Votos para as Mulheres", em grandes letras douradas. O deputado local do Parlamento, George Lansbury, renunciou à sua cadeira na Câmara dos Comuns para concorrer nas eleições com uma plataforma de emancipação das mulheres. Pankhurst apoiou-o nisso e Bow Road tornou-se o escritório de campanha, culminando com um comício no vizinho Victoria Park. Porém, Lansbury foi derrotado nas eleições por uma pequena margem de votos, e o apoio para o projeto em East End foi retirado. Pankhurst redirecionou seus esforços, e com a eclosão da Primeira Guerra Mundial, começou uma creche, uma clínica e uma cantina a preço de custo para os pobres na padaria. Um jornal, o Women's Dreadnought, foi publicado para que a campanha atingisse um público mais amplo. Pankhurst passou doze anos em Bow lutando pelos direitos das mulheres. Durante este tempo, ela sofreu constantes ameaças de ser presa e passou muitos meses na prisão de Holloway, muitas vezes em greve de fome. Finalmente, conseguiu seu objetivo de sufrágio para todas as mulheres adultas em 1928, e com isso, aliviou um pouco da pobreza e da miséria, e obteve melhores condições sociais para todos em East End.
A redução do desemprego e da fome generalizada em Poplar deveria ser financiada com dinheiro arrecadado pelo próprio borough em cumprimento à Lei dos Pobres. A pobreza do borough tornou isto obviamente injusto e resultou no conflito, em 1921, entre o governo e os vereadores locais que ficou conhecido como a Rebelião das Taxas de Poplar. As reuniões dos vereadores foram, por um tempo, realizadas na prisão de Brixton, e os vereadores receberam amplo apoio. Por fim, isto levou à abolição das Leis dos Pobres através do Ato do Governo Local de 1929.
A Greve Geral começou como uma disputa entre mineiros e seus empregadores fora de Londres, em 1925. Em 1 de maio de 1926 o Trades Union Congress (TUC) convocou os trabalhadores de todo o país, inclusive os estivadores de Londres. O governo teve mais de um ano para se preparar e enviou tropas para quebrar as linhas de piquetes dos estivadores. Os comboios fortemente armados, acompanhados de carros blindados ocuparam a East India Dock Road. No dia 10 de maio, uma reunião foi intermediada em Toynbee Hall para acabar com a greve. O TUC foi forçado a um recuo humilhante e a greve geral terminou em 11 de maio, com os mineiros estendendo-a até novembro.

### Indústrias e áreas edificadas

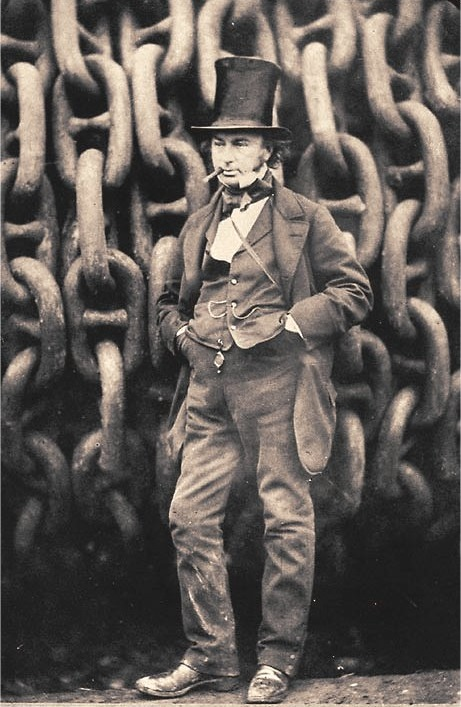
Isambard Kingdom Brunel no lançamento das correntes do SS Great Eastern em Millwall, 1857. Foto de Robert Howlett.

As indústrias associadas com o mar desenvolveram-se ao longo da East End, inclusive as de fabricação de cordas e construção naval. As antigas localizações das fábricas de cordas ainda podem ser identificadas devido às suas longas fachadas, destoando nas estreitas ruas modernas, por exemplo, a Ropery Street, perto de Mile End. A construção naval tornou-se importante quando Henrique VIII ordenou que navios fossem construídos em Rotherhithe como parte da expansão da Marinha Real. Em 31 de janeiro de 1858, o maior navio da época, o SS Great Eastern, desenhado por Isambard Kingdom Brunel, foi lançado a partir do pátio da Messrs Scott Russell & Co, de Millwall. O navio de 211 metros era tão longo que atingia a outra margem do rio, e assim teve que ser lançado de lado. Devido às dificuldades técnicas do lançamento, este foi o último grande navio a ser construído sobre o rio Tâmisa, e a indústria caiu em um longo declínio. Navios menores, incluindo navios de guerra, continuaram a ser construídos na Thames Ironworks and Shipbuilding Company em Blackwall até o início do século XX.

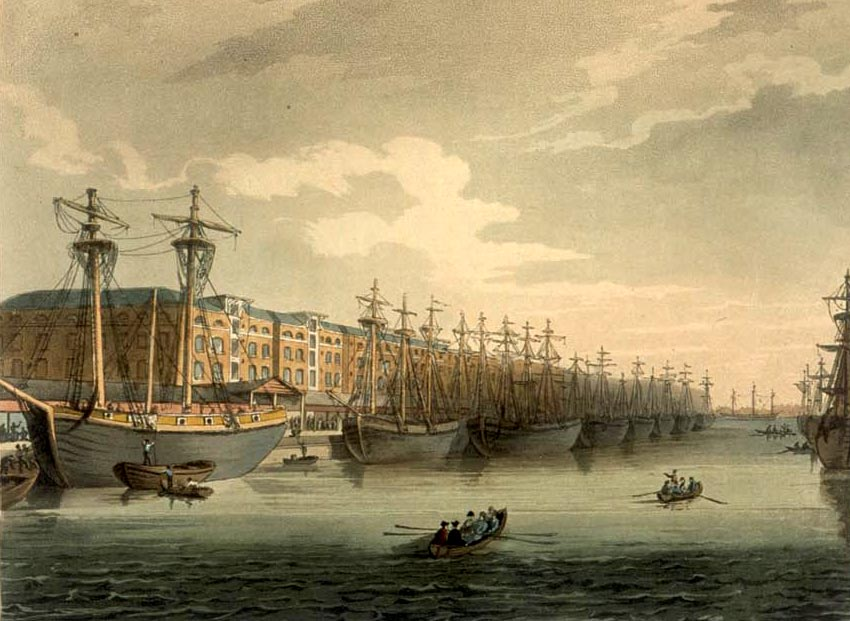
West India Docks por Pugin e Rowlandson do Microcosm of London, or, London in Miniature (1808-11) de Ackermann

As West India Docks foram fundadas em 1803, fornecendo ancoradouros para navios maiores e um modelo para a construção do futuro cais de Londres. Os produtos importados das Índias Ocidentais eram descarregados diretamente em armazéns do cais. Os navios estavam limitados a 6.000 toneladas. O antigo Dock Brunswick, um estaleiro em Blackwall se tornou a base para as East India Docks da  Companhia das Índias Orientais fundada lá em 1806. As London Docks foram construídas em 1805, e os resíduos do solo e entulhos da construção foram transportados por barcaça para oeste de Londres, para aterrar a área pantanosa de Pimlico. Essas docas importavam tabaco, vinho, lã e outros produtos que eram guardados em armazéns dentro de muros altos (alguns dos quais ainda existem). Elas eram capazes de atracar mais de trezentas embarcações à vela simultaneamente, mas em 1971 elas fecharam, por não serem mais capazes de acomodar o transporte naval moderno. As docas mais centrais, St Katharine Docks, foram construídas em 1828 para acomodar produtos de luxo, removendo as favelas que estavam na área do antigo Hospital de St Katharine. Elas não foram bem sucedidas comercialmente, por não serem capazes de acomodar os navios maiores, e em 1864, a gestão das docas foi fundida com a da London Docks. As Millwall Docks foram criadas em 1868, predominantemente para a importação de grãos e madeira. Estas docas abrigaram o primeiro celeiro construído voltado para o mercado de grãos do Báltico, um marco local, que permaneceu até que foi demolido para melhorar o acesso ao Aeroporto da Cidade de Londres.

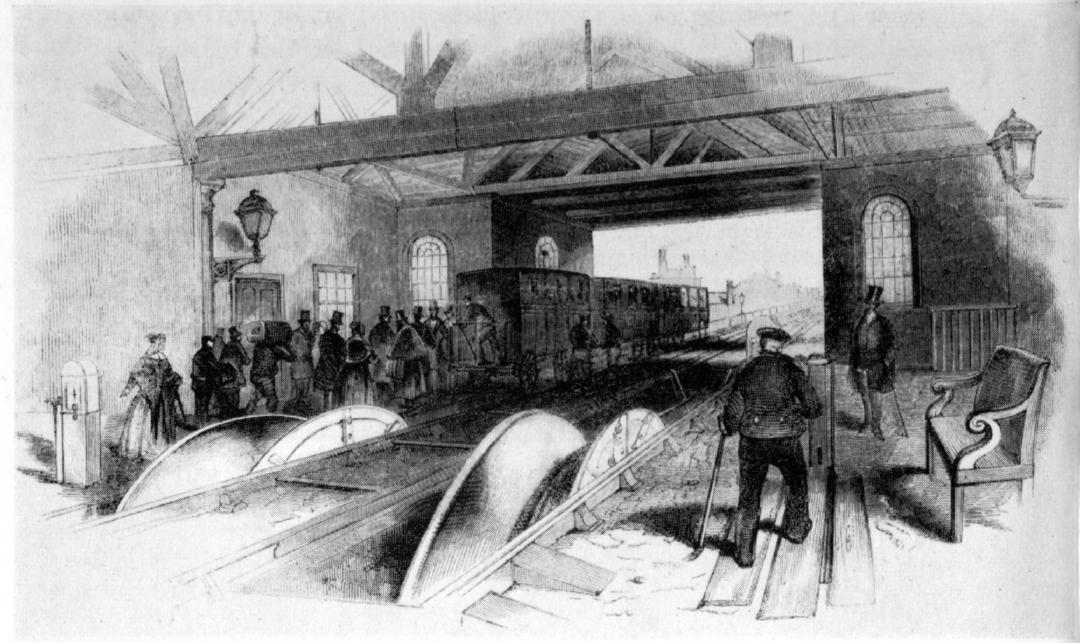
Estação de Minories na London and Blackwall Railway, ca. 1840.

A primeira ferrovia ('The Commercial Railway') construída em 1840, era um serviço de passageiros com base no transporte por cabos tracionados por motores a vapor fixos que percorria os 5,6 quilômetros de Minories até Blackwall em um par de trilhos. Eram necessários 22,5 quilômetros de corda de cânhamo, e carruagens, que ao chegarem às estações, eram recolocadas no cabo para a viagem de regresso. A linha foi convertida para bitola padrão em 1859, e locomotivas a vapor foram utilizadas. A construção dos terminais londrinos de Fenchurch Street (1841), e de Bishopsgate (1840) possibilitaram o acesso aos novos subúrbios além do rio Lea, resultando novamente na destruição de habitações e o aumento da superlotação nas favelas. Após a inauguração da  estação de Liverpool Street (1874), a estação ferroviária de Bishopsgate tornou-se um terminal de cargas, em 1881, para trazer as importações dos portos do Leste. Com a introdução da contentorização, a importância da estação diminuiu. Ela sofreu um incêndio em 1964, que destruiu os prédios da estação, e foi finalmente demolida em 2004 para a expansão da East London Line. No século XIX, a área ao norte de Bow Road tornou-se um centro ferroviário importante para a North London Railway, com estações de triagem e um centro de manutenção para servirem à Cidade e às docas West India. Próximo à estação ferroviária de Bow foi inaugurada em 1850 e reconstruída em 1870 em grande estilo, uma sala de concertos. A linha e os pátios foram fechados em 1944, após severos danos causados por bombardeios, e nunca mais foi reaberta, uma vez que as cargas tornaram-se menos significativas, e os equipamentos mais baratos estavam concentrados em Essex.
O rio Lea era um limite territorial menor do que o do rio Tâmisa, mas era significativo. A construção das Royal Docks, que consiste da Royal Victoria Dock (1855), capaz de receber navios de até 8.000 toneladas; da Royal Albert Dock (1880), para navios de até 12.000 toneladas; e da King George V Dock (1921), para navios de até 30.000 toneladas, no estuário pantanoso, estendeu o contínuo desenvolvimento de Londres além do Lea em direção a Essex pela primeira vez. As ferrovias davam acesso a um terminal de passageiros em Gallions Reach e aos novos subúrbios criados em West Ham, que rapidamente se tornou uma importante cidade industrial, com 30.000 casas construídas entre 1871 e 1901. Logo em seguida, East Ham foi construída para servir à nova Gas Light and Coke Company e à estação de tratamento de esgotos de Joseph Bazalgette em Beckton.
A partir de meados do século XX, as docas caíram em desuso e foram finalmente fechadas em 1980, levando à criação da London Docklands Development Corporation em 1981. O principal porto de Londres está agora em Tilbury, ainda mais próximo ao estuário do rio Tâmisa, fora dos limites da Grande Londres. O cais foi criado em 1886 para levar as mercadorias a granel por via férrea até Londres, mas sendo mais perto do mar e capaz de receber navios de 50 mil toneladas, converteu-se mais facilmente às necessidades dos modernos navios porta-contêineres em 1968, e assim sobreviveu ao fechamento das docas interiores. Vários cais ao longo do rio permanecem em uso, mas em uma escala muito menor.

### Assentamentos
Durante a Idade Média, os assentamentos se localizavam, predominantemente ao longo das estradas existentes, e as aldeias principais eram: Stepney, Whitechapel e Bow. Os assentamentos ao longo do rio começaram neste período a atender às necessidades da navegação no rio Tâmisa, mas a Cidade de Londres mantinha o seu direito à terra, e aos bens. O rio se tornou mais ativo nos tempos dos Tudor, com a ampliação da Marinha Real e o desenvolvimento do comércio internacional. Rio abaixo, um importante porto de pesca desenvolveu-se em Barking para fornecer peixes para a Cidade.
Considerando que a realeza, tal como o rei João tinha um pavilhão de caça em Bromley-by-Bow, e o bispo de Londres, um palácio em Bethnal Green, mais tarde, essas propriedades começaram a ser divididas, e começaram a serem construídas ricas casas pertencentes a  capitães, comerciantes e proprietários de fábricas. Samuel Pepys se mudou com sua família e bens para Bethnal Green, durante o Grande Incêndio de Londres, e o capitão Cook se transferiu de Shadwell para Stepney Green, um lugar onde havia sido fundada uma escola e salas da assembleia (comemorado por Assembly Passage, e uma placa onde ficava a casa de Cook na Mile End Road). A Mile End Old Town também recebeu alguns belos edifícios, e a New Town começou a ser construída. Como a área edificada tornou-se mais populosa, os ricos venderam seus lotes para subdivisões e mudaram-se para mais longe. Nos séculos XVIII e XIX, ainda havia tentativas de construir belas casas, por exemplo, em Tredegar Square (1830), e os campos abertos em torno de Mile End New Town foram utilizados para a construção de vilas para trabalhadores em 1820.
Globe Town foi fundada a partir de 1800, para atender à expansão da população de tecelões em torno de Bethnal Green, atraídos pela melhoria das perspectivas de tecelagem da seda. A população de Bethnal Green triplicou entre 1801 e 1831, operando vinte mil teares em suas próprias casas. Em 1824, com a retirada das restrições à importação da seda francesa, mais da metade desses teares tornou-se ociosa, e os preços foram reduzidos. Com muitos armazéns de importação já estabelecidos no distrito, a abundância de mão de obra barata foi transferida para as indústrias de móveis e confecções. Globe Town continuou a sua expansão na década de 1860, muito depois do declínio da indústria da seda.

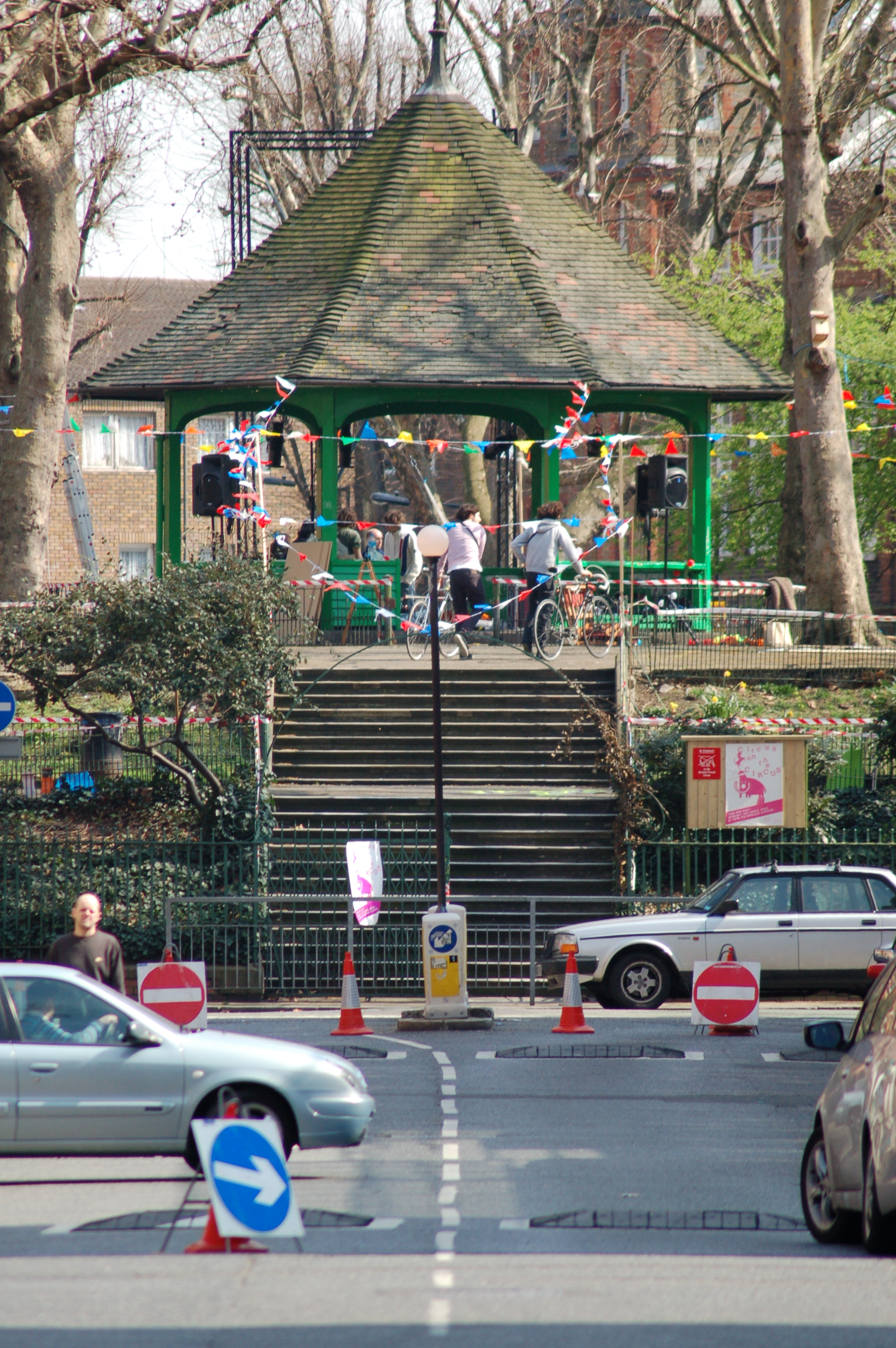
O coreto Boundary Estate foi construído sobre o entulho da extinta favela de Old Nichol.

Durante o século XIX, as construções não atendiam às necessidades da população em expansão. Henry Mayhew visitou Bethnal Green em 1850 e escreveu para o Morning Chronicle, uma série de artigos que formaram a base para o livro London Labour and the London Poor (1851), onde relata que o comércio na área incluía alfaiates, vendedores de rua de frutas e legumes, sapateiros, garis, serradores, carpinteiros, marceneiros e tecelões da seda. Observou que na área:
as ruas estavam sem manutenção, muitas vezes meras ruelas, casas pequenas e sem fundações, subdivididas e muitas vezes em torno de praças não pavimentadas. Uma quase total falta de drenagem e esgoto era agravada pelas lagoas formadas pela extração da argila para a fabricação de tijolos. Porcos e vacas em quintais, comércios nocivos à saúde como a fervura de tripas, de sebo, ou preparo de comida para gatos, e abatedouros, e 'lagos de putrefação de fezes humanas' adicionado à imundícieOriginal {{{{{língua}}}}}: — Henry Mayhew London Labour and London Poor (1851)
Um movimento começou a sanear as favelas - com Burdett-Coutts construindo o Columbia Market em 1869 e com a aprovação do "Artisans' and Labourers' Dwelling Act" em 1876 para dar poderes para a retirada das favelas dos senhorios e fornecer acesso a fundos públicos para a construção de novas habitações. As Associações de Habitações, como a Peabody Trust foram formadas para fornecer casas filantrópicas para os pobres e acabar com as favelas em geral. O trabalho de expansão por parte das empresas ferroviárias, como a London and Blackwall Railway e a Great Eastern Railway provocaram a demolição de grandes áreas em favelas. O "Working Classes Dwellings Act" em 1890 estabeleceu uma nova responsabilidade para abrigar os moradores desalojados e isso levou à construção de novas "habitações filantrópicas", como os Blackwall Buildings e os Great Eastern Buildings.
Por volta de 1890 os programas oficiais de remoção de favelas tiveram início. Um deles foi a criação do primeiro conselho habitacional do mundo, o LCC Boundary Estate, que substituiu as ruas negligenciadas e congestionadas de Friars Mount, mais conhecidas por a Old Nichol. Entre 1918 e 1939, o LCC continuou substituindo as habitações em East End por prédios de apartamentos de cinco ou seis andares, apesar dos moradores preferirem casas com jardins, ao contrário dos comerciantes que foram obrigados a se mudar para as novas e mais caras instalações. A Segunda Guerra Mundial trouxe um fim à eliminação das favelas.

### Segunda Guerra Mundial
Mais duramente, a Luftwaffe esmagará Stepney. Eu conheço East End! Aqueles judeus e cockneys sujos correrão como coelhos para suas tocas.— Germany Calling - Lord Haw-Haw, colaborador e locutor

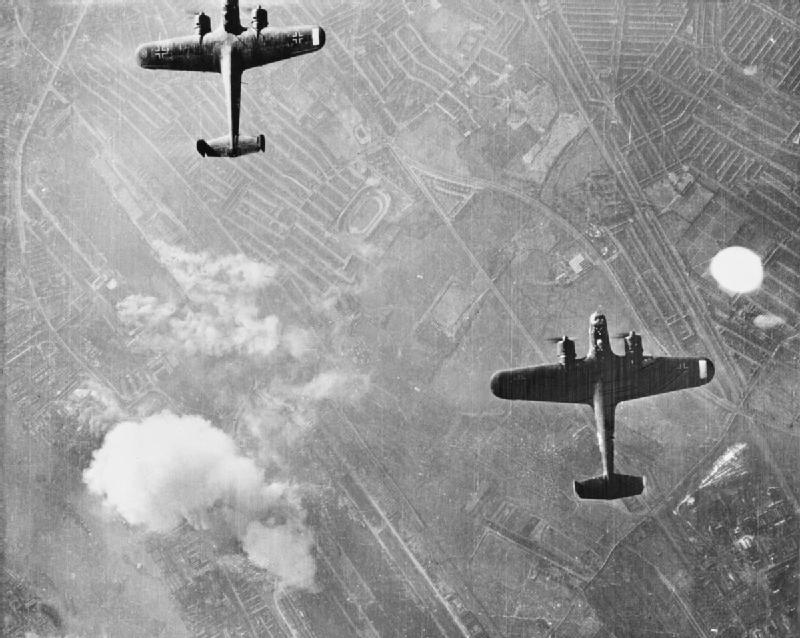
Bombardeiros Dornier Do 17 da Luftwaffe sobre West Ham em 7 de setembro de 1940. (fotografia do Air Ministry)

Inicialmente, os comandantes alemães estavam relutantes em bombardear Londres, temendo retaliação contra Berlim. Em 24 de agosto de 1940, uma única aeronave, encarregada de bombardear Tilbury, acidentalmente bombardeou Stepney, Bethnal Green e a Cidade. Na noite seguinte a Força Aérea Real retaliou enviando quarenta aeronaves para atacar Berlim, com um segundo ataque três dias depois. A Luftwaffe mudou sua estratégia de atacar os portos e aeródromos para atacar as cidades. A Cidade e West End foram denominadas de 'Alvos da Área B'; East End e as docas eram 'Alvos da Área A'. O primeiro ataque ocorreu às 04:30 horas da tarde em 7 de setembro e constou de 150 bombardeiros Dornier e Heinkel e um grande número de combatentes. Este foi seguido por uma segunda onda de 170 bombardeiros. Silvertown e Canning Town suportaram o peso do primeiro ataque.
Entre 7 de setembro de 1940 e 10 de maio de 1941, foi realizada uma campanha permanente de bombardeios. Começou com o bombardeamento de Londres durante 57 noites consecutivas, um período conhecido como the Blitz. East London foi atingida porque a área era um centro de importação e armazenagem de matérias-primas para o esforço de guerra, e o comando militar alemão achou que o apoio à guerra poderia ser prejudicado principalmente através dos habitantes da classe trabalhadora. Na primeira noite da blitz, 430 civis foram mortos e 1600 feridos gravemente. A população respondeu evacuando as crianças e os mais vulneráveis para o interior do país e cavando, construindo abrigos antiaéreos em seus jardins e no interior de suas casas, ou ir para abrigos comunitários construídos em espaços públicos. Em 10 de setembro de 1940, 73 civis, incluindo mulheres e crianças se preparando para a evacuação, foram mortos quando uma bomba atingiu a South Hallsville School. Embora o número oficial de mortos seja de 73, muitas pessoas locais acreditavam que o número seria maior. Algumas estimativas dizem que 400 ou mesmo 600 pessoas podem ter perdido suas vidas durante este ataque a Canning Town.

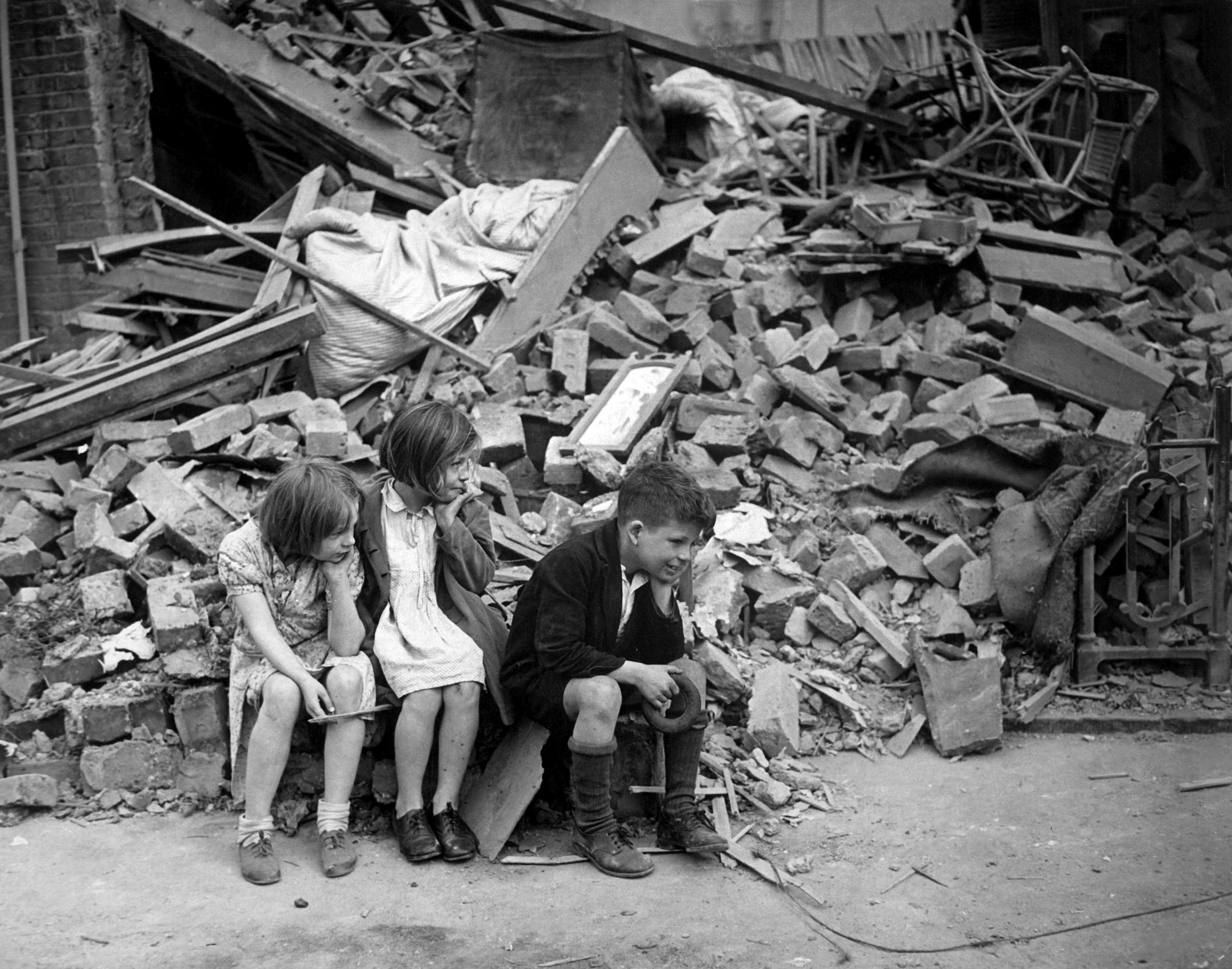
Crianças de um subúrbio a leste de Londres, desalojadas pela Blitz

O efeito do bombardeio intensivo preocupou as autoridades. A 'Mass Observation' foi implantada para avaliar atitudes e oferecer sugestões políticas, assim como antes da guerra havia investigado as atitudes locais do anti-semitismo. A organização notou que os laços de família e de amizade dentro de East End estavam fornecendo à população uma surpreendente capacidade de resistência sob ataque. Foi lançada uma propaganda, reforçando a imagem do 'bravo e alegre cockney'. No domingo após a Blitz começar, Winston Churchill visitou as áreas bombardeadas de Stepney e Poplar. Foram construídas instalações antiaéreas em parques públicos, como o de Victoria Park e o de Mudchute na Isle of Dogs, e ao longo da linha do rio Tâmisa, já que esta era usada pelas aeronaves para guiá-los aos seus destinos.
As autoridades estavam inicialmente cautelosas em abrir o metrô de Londres para servir de abrigo, temendo o efeito sobre o moral em outras partes de Londres e dificultando as operações normais. Em 12 de setembro, tendo sofrido cinco dias de pesado bombardeio, o povo do East End tomou o problema em suas próprias mãos e invadiram as estações de metrô com travesseiros e cobertores. O governo cedeu e abriu a parcialmente concluída linha Central como um abrigo. Muitas estações de metrô de profundidade permaneceram servindo de abrigos até o final da guerra.  Minas aéreas foram implantadas em 19 de setembro de 1940. Elas explodiam na altura dos telhados, causando graves danos aos edifícios ao longo de um raio maior do que as bombas de impacto. Até o momento, o Porto de Londres tinha sofrido graves danos com um terço dos seus armazéns destruídos, e a West India e as St Katherine Docks tinham sido duramente atingidas e colocadas fora de ação. Acontecimentos bizarros ocorreram quando o rio Lea queimou com uma chama azul misteriosa, causada por um ataque a uma fábrica de gim em Three Mills, e o Tâmisa se incendiou quando a refinaria de açúcar Tate & Lyle, em Silvertown, foi atingida.
Em 3 de março de 1943 às 8:27 horas da noite, a estação fechada de Bethnal Green foi local de um desastre de guerra. Famílias tinham lotado a estação de metrô devido a uma sirene de ataque aéreo às 08:17 horas da noite, uma das dez vezes daquele dia. Houve pânico às 08:27 horas, coincidindo com o som de uma bateria anti-aérea (possivelmente da recém-instalada bateria Z) emitido do vizinho Victoria Park. Na escuridão e com o chão molhado, uma mulher escorregou na escada de entrada e em decorrência do pânico, 173 pessoas morreram pisoteadas. A verdadeira razão foi omitida, e um relatório colocou a culpa da tragédia em um ataque de bomba alemã. Os resultados da investigação oficial não foram liberados até 1946. Há agora uma placa na entrada da estação de metrô, que comemora o evento como o "pior desastre civil da Segunda Guerra Mundial". O primeiro ataque com bomba voadora V-1 atingiu Grove Road, Mile End, em 13 de junho de 1944, matando seis, ferindo trinta, e deixando duzentas pessoas desabrigadas. A área permaneceu abandonada por muitos anos até que foi liberada para fazer parte da expansão do Mile End Park. Antes da demolição, a artista local Rachel Whiteread fez uma moldagem do interior da 193 Grove Road. Apesar de atrair controvérsia, a exposição lhe rendeu o Prêmio Turner de 1993.

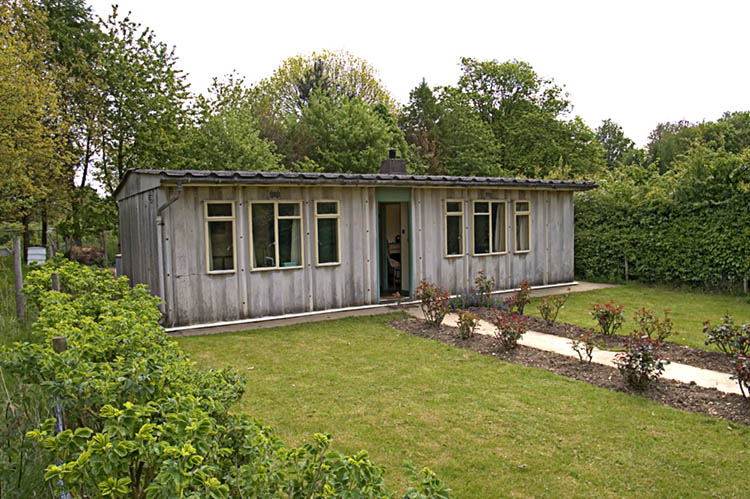
Casa pré-fabricada do pós-guerra em Chiltern Open Air Museum: Universal House, estrutura de aço revestida com fibrocimento ondulado.

Até o final da guerra, estima-se que oitenta toneladas de bombas caíram sobre o Borough Metropolitano de Bethnal Green, atingindo 21.700 casas, destruindo 2.233 delas e deixando mais 893 inabitáveis. Em Bethnal Green, 555 pessoas foram mortas e 400 ficaram gravemente feridas. Em toda a Tower Hamlets, um total de 2.221 civis foram mortos e 7.472 ficaram feridos, com 46.482 casas destruídas e 47.574 danificadas. East End foi tão severamente bombardeada que, quando o Palácio de Buckingham foi atingido, a rainha Elizabeth comentou: "Faz-me sentir como se eu pudesse olhar para  East End de frente." Até o final da guerra, East End era um cenário de devastação, com grandes áreas abandonadas e despovoadas. A produção de guerra foi mudada rapidamente para fazer casas pré-fabricadas, e muitas foram instaladas nas áreas bombardeadas e eram comuns até a década de 1970. Hoje, a arquitetura das décadas de 1950 e 1960 dominam os conjuntos habitacionais da área, tal como o Lansbury Estate em Poplar, muitos dos quais foram construídos como projetos modelos do Festival of Britain de 1951.

### População

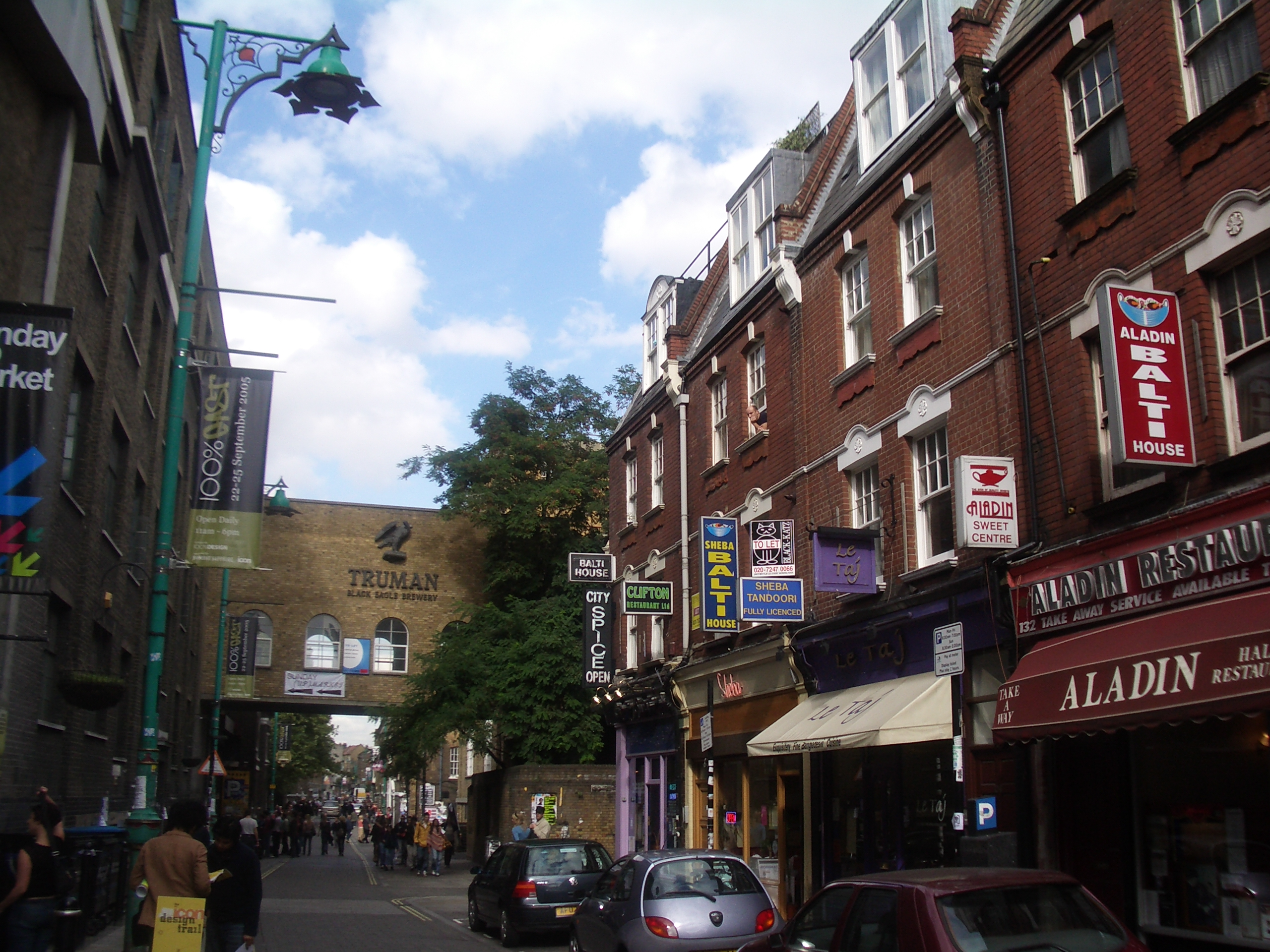
Brick Lane tem sido um centro para a nova imigração através dos séculos (setembro de 2005)

Ao longo da história a área tem absorvido ondas de imigrantes que acrescentaram uma nova dimensão à cultura e à história da região, principalmente de protestantes huguenotes franceses no século XVII, de irlandeses no século XVIII, de judeus asquenazes fugindo dos pogroms no Leste Europeu no final do século XIX, e as comunidades bengalis instaladas em East End na década de 1960.
Imigração
As comunidades de imigrantes desenvolveram-se inicialmente às margens do rio Tâmisa. A partir da era Tudor até o século XX, a tripulação dos navios eram contratadas de forma temporária. As tripulações novas e de substituição eram encontradas onde quer que estivessem disponíveis, sendo os marinheiros locais particularmente mais valorizados por seu conhecimento das correntes e perigos em portos estrangeiros. As tripulações eram pagas no final de sua viagem. Inevitavelmente, as comunidades tornaram-se permanentemente estabelecidas, incluindo colônias de lascares e de africanos da costa da Guiné. Desenvolveram-se grandes chinatowns em Shadwell e em Limehouse, associadas às tripulações de navios mercantes que comerciavam ópio e chá. Foi só depois da devastação da Segunda Guerra Mundial que estas comunidades predominantemente de chineses han mudaram-se para o Soho.
Em 1786, o Comitê para Auxílio aos Negros Pobres foi formado por cidadãos preocupados com o grande número da população negra indigente de Londres, muitos dos quais haviam sido expulsos da América do Norte Britânica como negros lealistas - ex-escravos que lutaram ao lado dos britânicos na Guerra de Independência. Outros eram marinheiros dispensados e alguns legados do envolvimento britânico no comércio de escravos. O comitê distribuiu alimentos, vestuário, assistência médica e encontrou trabalho para os homens, de vários locais, incluindo a taverna White Raven em Mile End. Eles também ajudaram os homens a ir para o estrangeiro, alguns para o Canadá. Em outubro de 1786, o Comitê financiou uma expedição malfadada de 280 homens negros, 40 mulheres negras e 70 mulheres brancas (principalmente esposas e namoradas) para se instalarem em Serra Leoa. Desde o final do século XIX, uma grande comunidade de marinheiros africanos foi criada em Canning Town como consequência das novas rotas marítimas para o Caribe e África Ocidental.
Os imigrantes nem sempre foram prontamente aceitos e em 1517 os tumultos do Evil May Day, onde as propriedades de estrangeiros foram atacadas, resultaram na morte de 135 flamengos em Stepney. Os distúrbios de Gordon de 1780 começaram com a queima das casas dos católicos e de suas capelas em Poplar e Spitalfields.

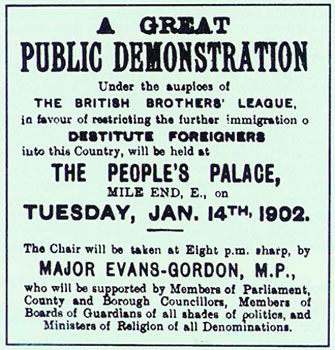
Cartaz anti-imigração, de 1902

Nas décadas de 1870 e 1880 chegaram tantos emigrantes judeus que mais de 150 sinagogas foram construídas. Hoje existem apenas quatro sinagogas ativas remanescentes desse período em Tower Hamlets, a Congregação da Sinagoga de Jacob (1903 - Kehillas Ya'akov), a Sinagoga Central de East London (1922), a Grande Sinagoga da Fieldgate Street (1899) e a Sinagoga de Sandy's Row (1766). A imigração judaica em East End atingiu seu pico na década de 1890, resultando nos distúrbios antiestrangeiros pela British Brothers League, formada em 1902 pelo capitão William Stanley Shaw e o deputado conservador por Stepney, major Evans-Gordon, que tinha derrotado a maioria liberal nas eleições gerais de 1900 sobre uma plataforma de limitar a imigração. No Parlamento em 1902, Evans-Gordon afirmou que "não passa um dia sem que as famílias inglesas tenham que impiedosamente ceder espaço para os invasores estrangeiros. As taxas estão sobrecarregadas com a educação de milhares de crianças estrangeiras". A imigração judaica apenas diminuiu com a aprovação do Ato dos Estrangeiros de 1905 que deu poderes ao ministro do Interior para regular e controlar a imigração.
Surgiram novamente tensões comunitárias por ocasião de uma marcha fascista antissemita ocorrida em 1936 e que foi barrada por moradores e ativistas na Batalha de Cable Street. A partir de meados da década de 1970 ocorreu a violência anti-asiáticos que culminou com o assassinato, em 4 maio de 1978 de um trabalhador de roupas de vinte e cinco anos de idade chamado Altab Ali por três adolescentes brancos em um ataque por motivos raciais. Grupos bengalis mobilizaram-se por autodefesa, 7.000 pessoas marcharam até o Hyde Park em protesto, e a comunidade tornou-se mais politicamente envolvida. O antigo adro da St Mary's Whitechapel, perto de onde o ataque ocorreu, foi rebatizado de Altab Ali Park em 1998, como um memorial de sua morte. A tensão inter-racial continuou com surtos ocasionais de violência e em 1993 houve uma vitória para uma cadeira do conselho para o Partido Nacional Britânico (já perdida). Uma explosão de bomba em 1999, em Brick Lane foi parte de uma série de atentados que teve como alvo as minorias étnicas, gays e "multiculturalistas".
Demografia
A população da East End aumentou inexoravelmente ao longo do século XIX. A construção de casas não conseguia acompanhar o ritmo de crescimento e a superlotação era abundante. Somente no período entreguerras que houve um declínio causado pela migração para os novos subúrbios de Essex, como Becontree, construído pelo Conselho do Condado de Londres entre 1921 e 1932, e para áreas fora de Londres. Este despovoamento acelerou após a Segunda Guerra Mundial e só recentemente começou a se reverter.
Estes números populacionais refletem apenas a área que hoje em dia forma o borough londrino de Tower Hamlets:
| Borough       | 1811    | 1841    | 1871    | 1901    | 1931    | 1961    | 1971    | 1991    | 2001    |
| ------------- | ------- | ------- | ------- | ------- | ------- | ------- | ------- | ------- | ------- |
| Bethnal Green | 33.619  | 74.088  | 120.104 | 129.680 | 108.194 | 47.078  | n/d     | n/d     | n/d     |
| Poplar        | 13.548  | 31.122  | 116.376 | 168.882 | 155.089 | 66.604  | n/d     | n/d     | n/d     |
| Stepney       | 131.606 | 203.802 | 275.467 | 298.600 | 225.238 | 92.000  | n/d     | n/d     | n/d     |
| Total         | 178.773 | 309.012 | 511.947 | 597.102 | 488.611 | 205.682 | 165.791 | 161.064 | 196.106 |

Em comparação, em 1801 a população da Inglaterra e do País de Gales era de 9 milhões; em 1851 ela mais do que duplicou para 18 milhões, e no final do século tinha alcançado 40 milhões. Atualmente os bengalis formam a maior parte da minoria da população em Tower Hamlets, constituindo 33,5% da população do borough no censo de 2001, e é a maior comunidade de bengalis na Grã-Bretanha. As estimativas de 2006 mostram um declínio neste grupo para 29,8% da população, refletindo um movimento por melhores situações econômicas e por casas maiores disponíveis nos subúrbios do leste. Neste, o último grupo de migrantes está seguindo um padrão estabelecido há mais de três séculos.

### Criminalidade

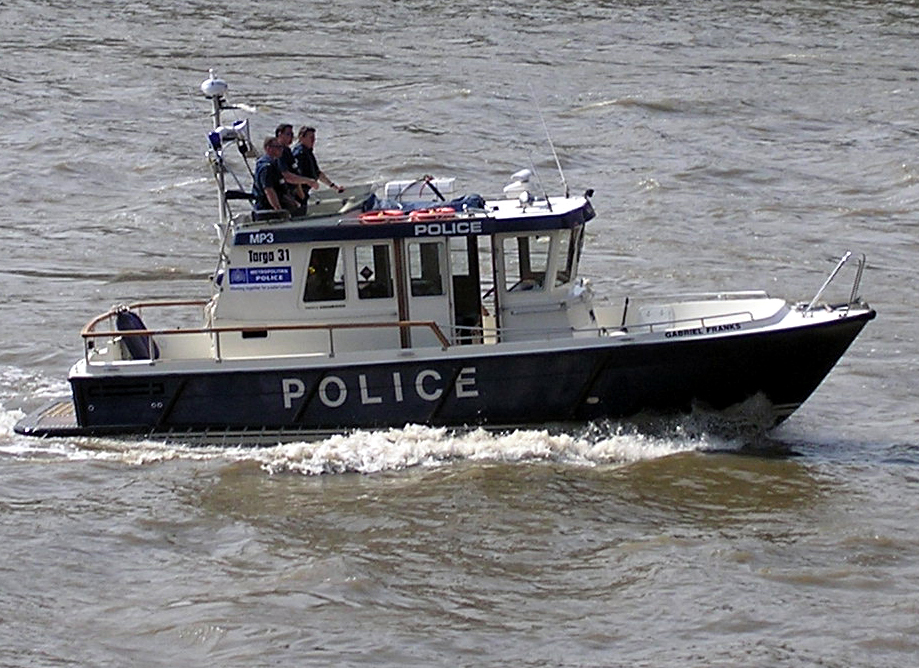
O barco 'Gabriel Franks, da Unidade de Policiamento Marítimo da Polícia Metropolitana, uma homenagem ao primeiro oficial da polícia marítima morto no cumprimento do dever.

Os altos níveis de pobreza em East End têm, ao longo da história, correspondido a uma alta incidência de crimes. Desde os primeiros tempos, o crime dependia, assim como o trabalho, das importações de bens para Londres, e da sua intercepção em trânsito. Os roubos ocorriam no rio Tâmisa, no cais e no trânsito para os armazéns da Cidade. Foi por isso que, no século XVII, a Companhia das Índias Orientais levantaram muros altos, colocaram guardas nas docas em Blackwall para minimizar a vulnerabilidade de suas cargas. Comboios armados, então, transportavam as mercadorias até depósitos seguros da empresa na Cidade. A prática levou à criação de docas cada vez maiores em toda a área, e a construção de grandes estradas para que o transporte de mercadorias das docas fosse conduzido através das aglomeradas favelas do século XIX.
Nenhuma força policial operou em Londres antes da década de 1750. A criminalidade e a desordem foram tratadas por um sistema de magistrados e policiais voluntários da paróquia, com jurisdição estritamente limitada. Policiais assalariados foram introduzidos em 1792, embora fossem poucos em número e seu poder e jurisdição continuaram a derivar de magistrados locais, que in extremis podiam ser auxiliados por milícias. Em 1798, a primeira Força de Polícia Marítima da Inglaterra foi formada pelo magistrado Patrick Colquhoun e um Master mariner, John Harriott para combater o roubo e o saque dos navios ancorados no Pool of London e no curso inferior do rio. Sua base era (e continua sendo) em Wapping High Street. É agora conhecida como Unidade de Policiamento Marítimo da Polícia Metropolitana.
Em 1829, a Polícia Metropolitana de Londres foi formada, com a missão de patrulhar os onze quilômetros da Charing Cross, com uma força de 1.000 homens em 17 divisões, incluindo a divisão 'H', com base em Stepney. Cada divisão era controlada por um superintendente, sob o comando do qual estavam quatro inspetores e dezesseis sargentos. Os regulamentos exigiam que os recrutas tivessem menos de 35 anos de idade, boa forma física, com no mínimo 1,70 metro de altura, alfabetizado e de bom antecedentes.
Ao contrário dos antigos policiais, os novos recrutados eram pagos por um imposto cobrado dos contribuintes; de modo que no início tal medida não agradou a população em geral. A força demorou até meados do século XIX para se estabelecer em East End. Excepcionalmente, Joseph Sadler Thomas, um superintendente da Polícia Metropolitana da divisão 'F' (Covent Garden) parece ter montado a primeira investigação local (em Bethnal Green), em novembro de 1830 dos London Burkers. Em 1841, uma divisão especializada da força metropolitana foi formada para assumir a responsabilidade do patrulhamento em terra dentro das docas, um departamento de detetives foi formado em 1842, e em 1865, a divisão 'J' foi criada em Bethnal Green.

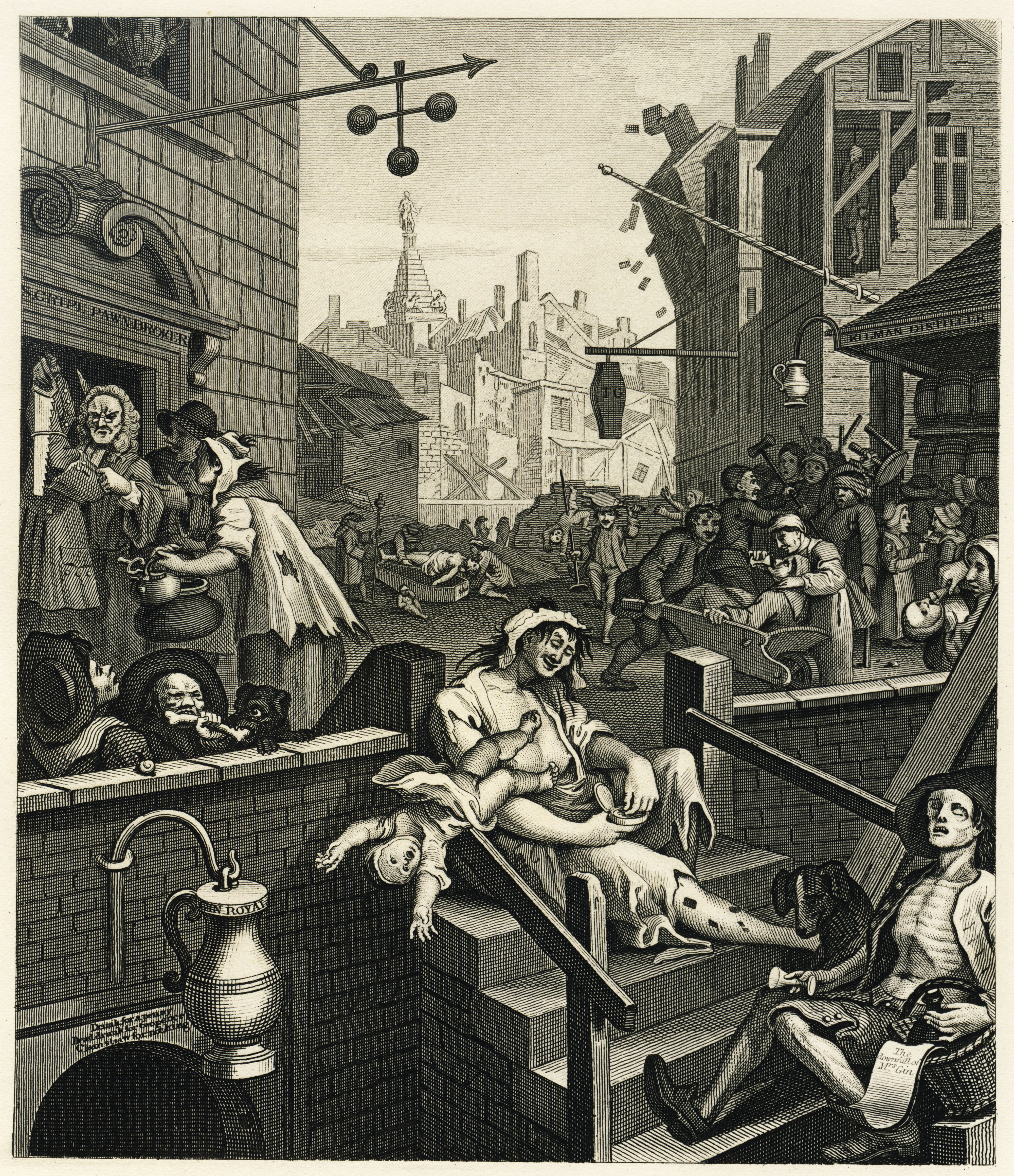
Representação dos vícios de Londres, Gin Lane, por William Hogarth (1751).

Uma das indústrias de East End que atendiam os navios ancorados no Pool of London era a prostituição, e no século XVII, ela esteve centralizada na Ratcliffe Highway, uma longa rua situada no terreno elevado dos assentamentos ribeirinhos. Em 1600, foi descrita pelo antiquário John Stow como 'uma rua contínua, ou uma passagem reta imunda, com ruelas de pequenas habitações ou casas edificadas, habitadas por marinheiros e estalajadeiros'. As tripulações eram 'pagas' no final de uma longa viagem, e gastavam seus salários com bebidas nas tabernas locais.
Uma senhora descrita como 'a grande cafetina dos marinheiros' por Samuel Pepys foi Damaris Page. Nascida em Stepney em 1620, havia trocado a prostituição para gerenciar bordéis, incluindo um na Highway que atendia marinheiros comuns e um estabelecimento mais próximo voltado para os gostos mais caros dos oficiais e da nobreza. Morreu rica, em 1669, em uma casa na Highway, apesar das acusações apresentadas contra ela e o tempo passado na prisão de Newgate.
Por volta do século XIX, a atitude de tolerância mudou, e o reformador social William Acton descreveu as prostitutas ribeirinhas como uma "horda de tigresas humanas que enxameiam as covas pestilentas na beira do rio em Ratcliffe e Shadwell'. A 'Sociedade para a Supressão do Vício' estimou que entre a Houndsditch, Whitechapel e a área de Ratcliffe havia 1.803 prostitutas; e entre Mile End, Shadwell e Blackwall 963 mulheres viviam desse comércio. Eram muitas vezes vítimas das circunstâncias, não havendo bem-estar social e uma alta taxa de mortalidade entre os habitantes, deixando esposas e filhas desamparadas, sem outros meios de ganhar a vida.
Ao mesmo tempo, reformadores religiosos começaram a introduzir as 'Missões dos Marinheiros' em todas as áreas das docas procurando prover as necessidades físicas dos homens do mar e mantê-los longe das tentações das bebidas e das mulheres. Posteriormente, a aprovação da 'Lei das Doenças Contagiosas' em 1864 permitiu aos policiais prenderem as prostitutas e interná-las em hospitais. A lei foi revogada em 1886, após as manifestações das primeiras feministas, como Josephine Butler e Elizabeth Wolstenholme que levaram à formação da Associação Nacional das Senhoras para a Revogação da Lei das Doenças Contagiosas.
Dentre os crimes notáveis na área estão: os assassinatos na Ratcliff Highway (1813); os assassinatos cometidos pelos London Burkers (aparentemente inspirados por Burke e Hare) em Bethnal Green (1831); os assassinatos em série de prostitutas por Jack, o Estripador (1888); e o Cerco da Sidney Street (1911) (no qual os anarquistas, inspirados no lendário Pedro, o Pintor, mobilizou o secretário do Interior Winston Churchill, e o exército).
Na década de 1960, East End foi a área mais associada com as atividades de gângsters, mais notadamente as dos irmãos Kray. O O atentado a bomba em Docklands de 1996 causou danos significativos em torno da South Quay Station, ao sul do complexo de edifícios comerciais de Canary Wharf. Duas pessoas morreram e trinta e nove ficaram feridas em um dos maiores ataques a bomba da Grã-Bretanha realizado pelo Exército Republicano Irlandês Provisório. Isto levou à introdução de pontos policiais de controle para vigiar o acesso a Isle of Dogs, que lembra a vigilância em torno da Cidade de Londres.

### Desastres

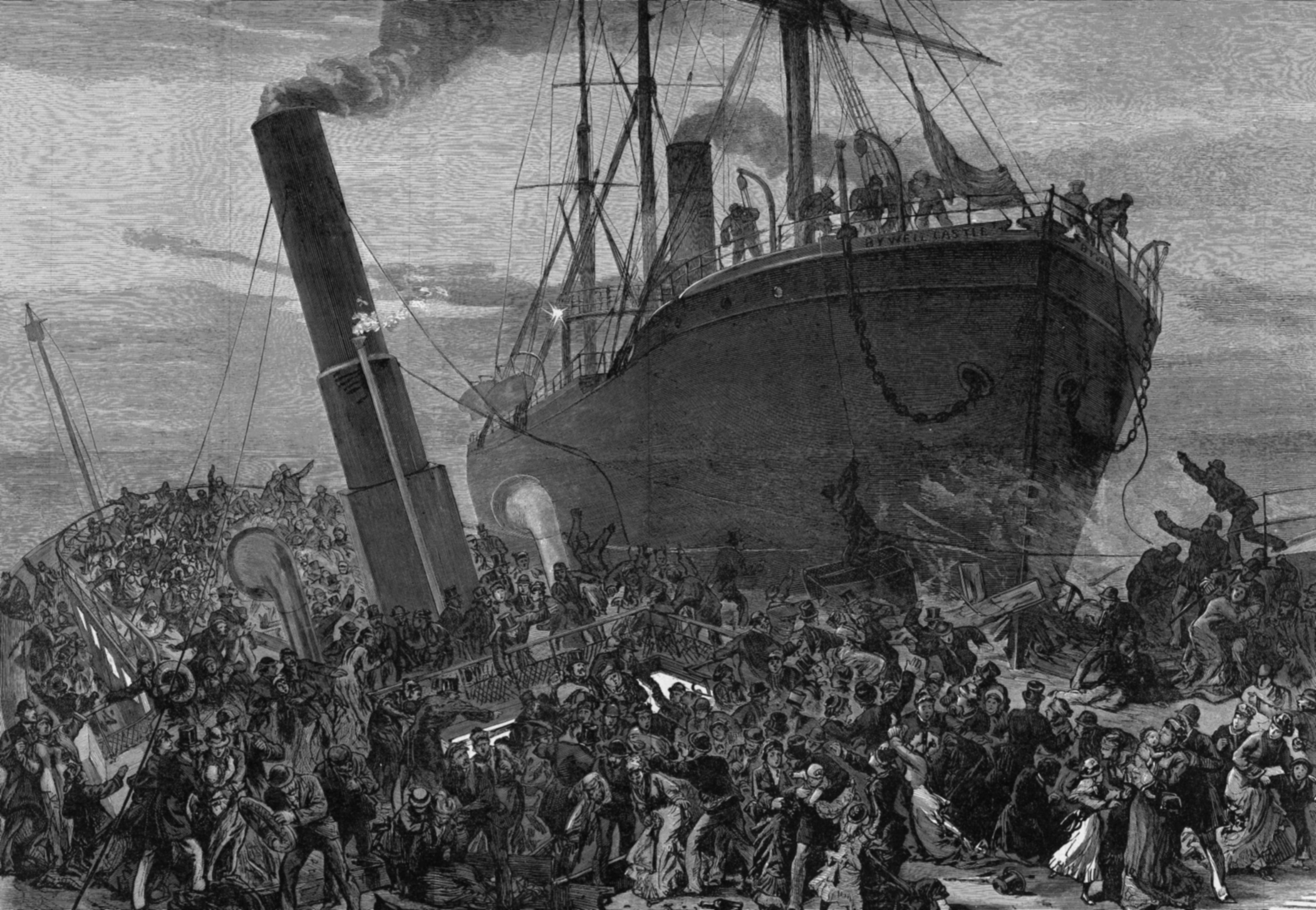
Desenho de 1878. O Bywell Castle choca-se contra o Princess Alice.

Muitos desastres têm acontecido aos moradores da East End, tanto em tempo de guerra, quanto em paz. Particularmente, por ser um porto marítimo, a praga e a peste têm desproporcionalmente atingido os moradores da East End. A área mais atingida pela Grande Praga (1665) ficava em Spitalfields, e epidemias de cólera eclodiram em Limehouse, em 1832, e atacaram novamente em 1848 e 1854. Tifo e tuberculose também eram comuns nos aglomerados cortiços do século XIX. O barco a vapor de passageiros SS Princess Alice cheio de excursionistas retornava de Gravesend para Woolwich e Ponte de Londres. Na noite de 3 de setembro de 1878, colidiu com o vapor que transportava carvão Bywell Castle e afundou no rio Tâmisa em menos de quatro minutos. Dos cerca de 700 passageiros, mais de 600 morreram.
Durante a Primeira Guerra Mundial, a manhã da quarta-feira de 13 de junho de 1917 foi o primeiro dia de ataque aéreo sobre a extremidade leste, que no total matou 104 pessoas. Dezesseis dos mortos tinham entre cinco e seis anos de idade e estavam sentados em sua sala de aula na Upper North Street School, Poplar quando a bomba os atingiu. O memorial, que permanece até hoje em Poplar Recreation Ground foi construído pela A.R. Adams, um agente funerário local daquele tempo. Além disso, em 19 de janeiro de 1917, 73 pessoas morreram, incluindo 14 trabalhadores, e mais de 400 ficaram feridos, em uma explosão de TNT na fábrica de munições Brunner-Mond em Silvertown. Grande parte da área foi arrasada, e a onda de choque foi sentida por toda a cidade e grande parte de Essex. Esta foi a maior explosão da história de Londres, e foi ouvida em Southampton e Norwich. Andreas Angel, chefe-químico da fábrica, recebeu postumamente a Medalha Edward por tentar extinguir o incêndio que causou a explosão. No mesmo ano, em 13 de junho, uma bomba de um bombardeiro alemão Gotha matou 18 crianças na escola primária em Upper North Street, Poplar. Este evento é lembrado pelo memorial local de guerra erguido em Poplar Recreation Ground, mas, durante a guerra um total de 120 crianças e 104 adultos foram mortos em East End pelo bombardeio aéreo, com muitos mais feridos.
Outra tragédia ocorreu na manhã do dia 16 de maio de 1968, quando Ronan Point, um edifício de vinte e três andares em Newham, sofreu um colapso estrutural, devido a uma explosão de gás natural. Quatro pessoas morreram no desastre e dezessete ficaram feridas, quando um canto inteiro do edifício desabou. O acidente causou grandes mudanças nos regulamentos para a construção de prédios no Reino Unido e levou ao declínio da construção de council houses mais altas que tinha caracterizado a arquitetura pública da década de 1960.

### Diversão

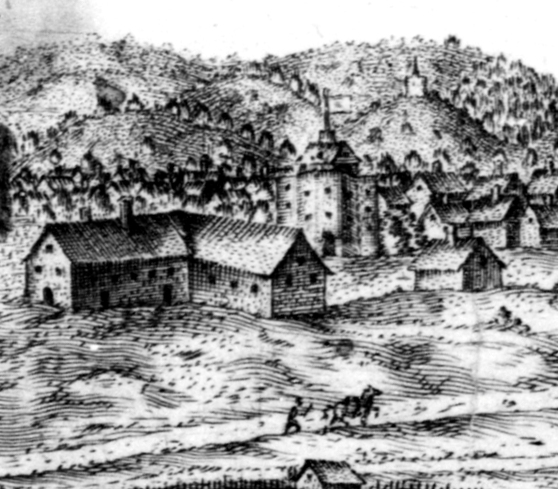
Curtain Theatre, ca. 1600 (algumas fontes identificam esta como uma representação do The Theatre, o outro teatro isabelino em Shoreditch.

Inn-yard theatres foram inaugurados pela primeira vez no período Tudor, com o Boar's Head Inn (1557), em Whitechapel, o George, em Stepney e um especialmente construído, mas de curta duração, teatro Red Lion (1567) de John Brayne, nas proximidades. Os primeiros teatros permanentes com companhias residentes foram construídos em Shoreditch, com The Theatre (1576) de James Burbage e o Curtain Theatre (1577) de Henry Lanman de Cortina de Teatro (1577) vizinhos um do outro. Na noite de 28 de dezembro de 1598 os filhos de Burbage desmontaram The Theatre, e transportaram peça por peça para o outro lado do rio Tâmisa para a construção do Globe Theatre.
O Goodman's Fields Theatre foi criado em 1727, e foi ali que David Garrick fez sua estreia de sucesso como Ricardo III, em 1741. No século XIX os teatros em East End rivalizavam em sua grandiosidade e número de assentos com os teatros do West End. O primeiro desta época foi o malfadado Brunswick Theatre (1828), que desabou três dias após a inauguração, matando quinze pessoas. Este foi seguido pela inauguração do Pavilion (1828) em Whitechapel, o Garrick Theatre (1831) em Leman Street, o Effingham (1834), em Whitechapel, o Standard (1835) em Shoreditch, o City of London (1837) em Norton Folgate, depois o Grecian e o Britannia Theatre em Hoxton (1840). Embora muito popular por um tempo, a partir da década de 1860 em diante estes teatros, um por um, começaram a fechar, os prédios foram demolidos e sua memória começou a se desvanecer.

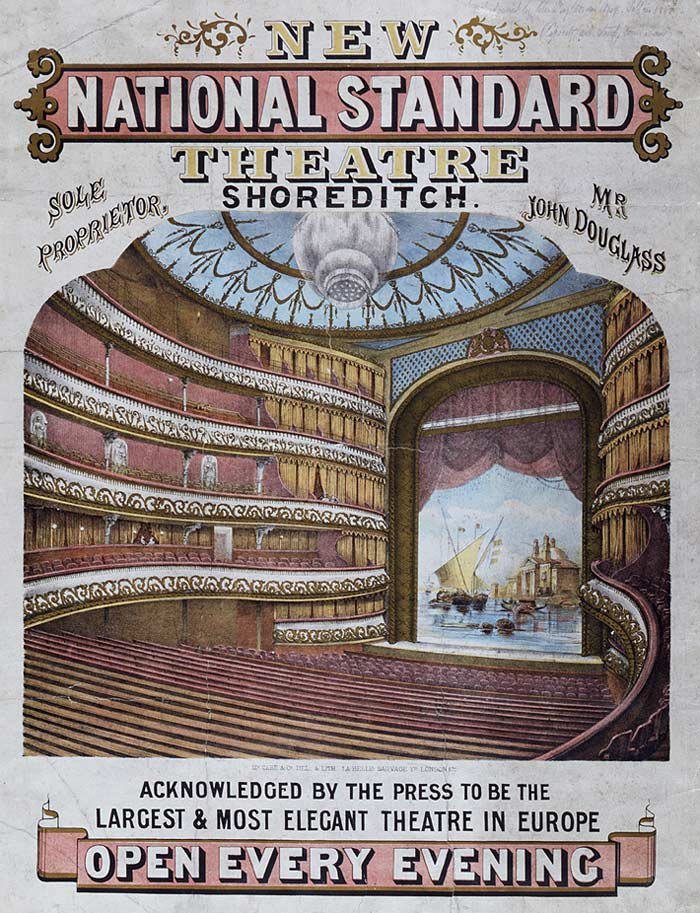
Cartaz de 1867 do National Standard Theatre, Shoreditch.

Havia também muitos teatros iídiches, particularmente em torno de Whitechapel. Estes se transformaram em empresas profissionais, depois da chegada de Jacob Adler em 1884 e a formação de sua 'Russian Jewish Operatic Company' que pela primeira vez se apresentou em Beaumont Hall, Stepney, e depois no Prescott Street Club, Stepney, e na Princelet Street em Spitalfields. O Pavilion tornou-se um teatro exclusivamente iídiche em 1906, fechado definitivamente em 1936 e demolido em 1960. Outros importantes teatros judeus foram: Feinmans, The Jewish National Theatre e o Grand Palais. As apresentações eram em iídiche, e predominantemente melodramas. Eles fecharam quando o público e os atores trocaram a área por Nova Iorque e por outras partes mais prósperas de Londres.
Os outrora populares music halls da East End, em sua maioria tiveram o mesmo destino que os teatros. Exemplos proeminentes incluem o London Music Hall (1856–1935), 95-99 Shoreditch High Street, e o Royal Cambridge Music Hall (1864–1936), 136 Commercial Street. Um exemplo de um giant pub hall, o Wilton Music Hall (1858), permanece no Grace's Alley, e o antigo saloon style do Hoxton Hall (1863) sobrevive na Hoxton Street, Hoxton. Muitas estrelas populares do music hall surgiram em East End, incluindo Marie Lloyd.
A tradição do music hall de entretenimento ao vivo persiste em casas públicas de East End, com música e canto. Isto é complementado por divertimentos menos respeitáveis, tais como striptease, que, desde a década de 1950 tornou-se um acessório de determinados pubs do East End, em particular na área de Shoreditch, apesar de serem alvos de fiscalização por parte das autoridades locais.

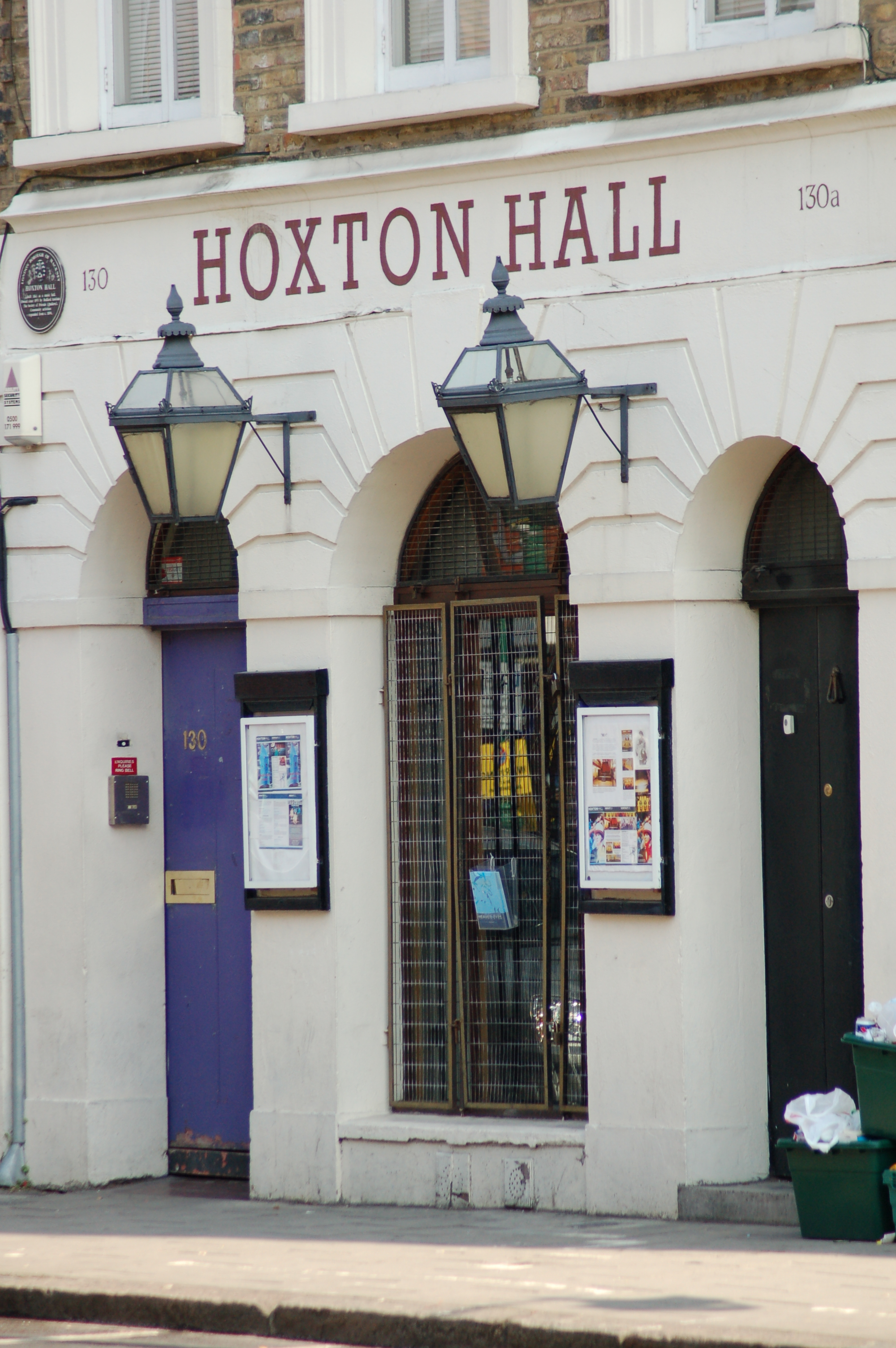
O Hoxton Hall, ainda em operação.

O romancista e comentarista social Walter Besant propôs um 'Palácio de Encantamento', com salas de concertos, salas de leitura, pinacoteca, uma escola de artes e várias classes, salas de convívio e frequentes festas e danças. Isso coincidiu com um projeto do empresário filantropo, Edmund Hay Currie de usar o dinheiro da liquidação da 'Beaumont Trust', juntamente com as assinaturas para a construção de um 'Palácio do Povo' em East End. Cinco hectares de terra foram garantidos na Mile End Road, e o Queen's Hall foi inaugurado pela rainha Vitória em 14 de maio de 1887. O complexo foi completado com uma biblioteca, piscina, ginásio e jardim de inverno, por volta de 1892, proporcionando uma mistura eclética de entretenimento populista e educação. Um pico de 8000 ingressos foi vendido para as classes em 1892, e em 1900, um grau de Bachelor of Science foi atribuído pela Universidade de Londres. Em 1931, o edifício foi destruído pelo fogo, mas a Draper's Company, a principal doadora do projeto original, investiu mais para reconstruir o colégio técnico e criar o Queen Mary's College em dezembro de 1934. Um novo 'Palácio do Povo' foi construído, em 1937, pelo Borough Metropolitano de Stepney, em St Helen's Terrace. Fechado definitivamente em 1954.
O teatro profissional retornou brevemente à East End em 1972, com a formação do Half Moon Theatre em uma desativada sinagoga alugada em Aldgate. Em 1979, eles se mudaram para uma abandonada capela metodista, perto de Stepney Green e construíram um novo teatro no local, inaugurado em maio de 1985, com uma produção de Sweeney Todd. O teatro teve sucesso, com as estreias de Dario Fo, Edward Bond e Steven Berkoff, mas por meados da década de 1980 sofreu uma crise financeira e foi fechado. Depois de anos de desuso, foi convertido em uma casa pública. O teatro gerou dois outros projetos de artes: o Half Moon Photography Workshop, exibindo no teatro e localmente, e a partir de 1976 publicando Camerwork, e o 'Half Moon Young People's Theatre', que permanece ativo em Tower Hamlets.
O time de futebol acompanhado pelas pessoas de East End é o West Ham United, fundado em 1895 como Thames Ironworks. O 'outro' clube de East London é o Leyton Orient, mas ao invés da rivalidade, há alguma sobreposição de apoio.

## Hoje

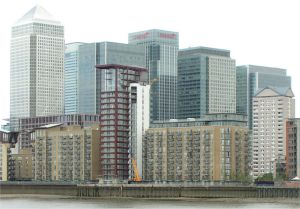
Revitalização da Ilha dos Cães.

Historicamente, a East End tem sofrido com a falta de investimentos nas áreas de habitação e infraestrutura. A partir da década de 1950, a East End representou as mudanças estruturais e sociais que afetam a economia do Reino Unido em um microcosmo. A área teve uma das maiores concentrações de habitações sociais, os legados das eliminações de favelas e da destruição em tempo de guerra. O fechamento progressivo das docas, os cortes em ferrovias e o encerramento e deslocalização da indústria contribuíram para o declínio em longo prazo, removendo muitas das fontes tradicionais de empregos de baixa e semi-qualificação. Porém, começando com a London Docklands Development Corporation, na década de 1980, tem havido uma série de projetos de regeneração urbana, principalmente o Canary Wharf, um enorme complexo comercial e habitacional na Ilha dos Cães. Muitas das 1960 torres de blocos foram demolidas ou renovadas, substituídas por habitações de baixo crescimento, muitas vezes em propriedades privadas ou pertencentes às associações habitacionais.
A área em torno de Old Spitalfields Market e Brick Lane chamada de a "capital curry de Londres" foi extensivamente regenerada e, entre outras coisas, tem sido apelidada de Bangla Town. A contribuição de pessoas do Bangladesh na vida britânica foi reconhecida em 1998, quando Pola Uddin, Baronesa Uddin de Bethnal Green se tornou a primeira britânica nascida em Bangladesh a entrar para a Câmara dos Lordes; e a primeira muçulmana a jurar fidelidade em nome de sua própria fé.
A área é também lar de uma série de galerias de arte comerciais e públicas; incluindo a recém-expandida Whitechapel Gallery. Os artistas Gilbert e George há muito tempo fizeram a sua casa e oficina em Spitalfields, e o bairro em torno da Hoxton Square tornou-se um centro de arte moderna britânica, incluindo a galeria White Cube, com muitos artistas do movimento Young British Artists morando e trabalhando na área. Isso fez com que a área ao redor de Hoxton e Shoreditch ficasse valorizada, com muitos antigos moradores e artistas agora sendo expulsos pelos preços mais elevados das propriedades, e o surgimento de uma agitada vida noturna, com mais de 80 estabelecimentos licenciados em torno de Shoreditch.
Por meados dos anos 1980, a District line (estendida até East End em 1884 e 1902) e a Central line (1946) operavam além de sua capacidade, e a Docklands Light Railway (1987) e a Jubilee line (1999) foram construídas para melhorar a comunicação ferroviária através do distrito ribeirinho. Havia um plano de longa data para prover Londres com uma autoestrada, a East Cross Route. Com exceção de um pequeno trecho, ela nunca foi construída, mas as comunicações rodoviárias foram melhoradas com a conclusão do túnel Limehouse Link sob Limehouse Basin em 1993 e a extensão da rodovia A12 ligando-se ao túnel Blackwall com a renovação da pista de rodagem na década de 1990. A extensão da East London line para o norte, na divisa entre Islington e Hackney, está programada para fornecer conexões de viagens em 2010. A partir de 2017, a linha 1 da Crossrail é esperada para criar um serviço ferroviário rápido em Londres, de leste a oeste, com um intercâmbio maior em Whitechapel. Novas pontes no rio Tâmisa são planejadas em Beckton (a Thames Gateway Bridge) e o proposto túnel rodoviário Silvertown Link, para complementar o já existente túnel Blackwall.

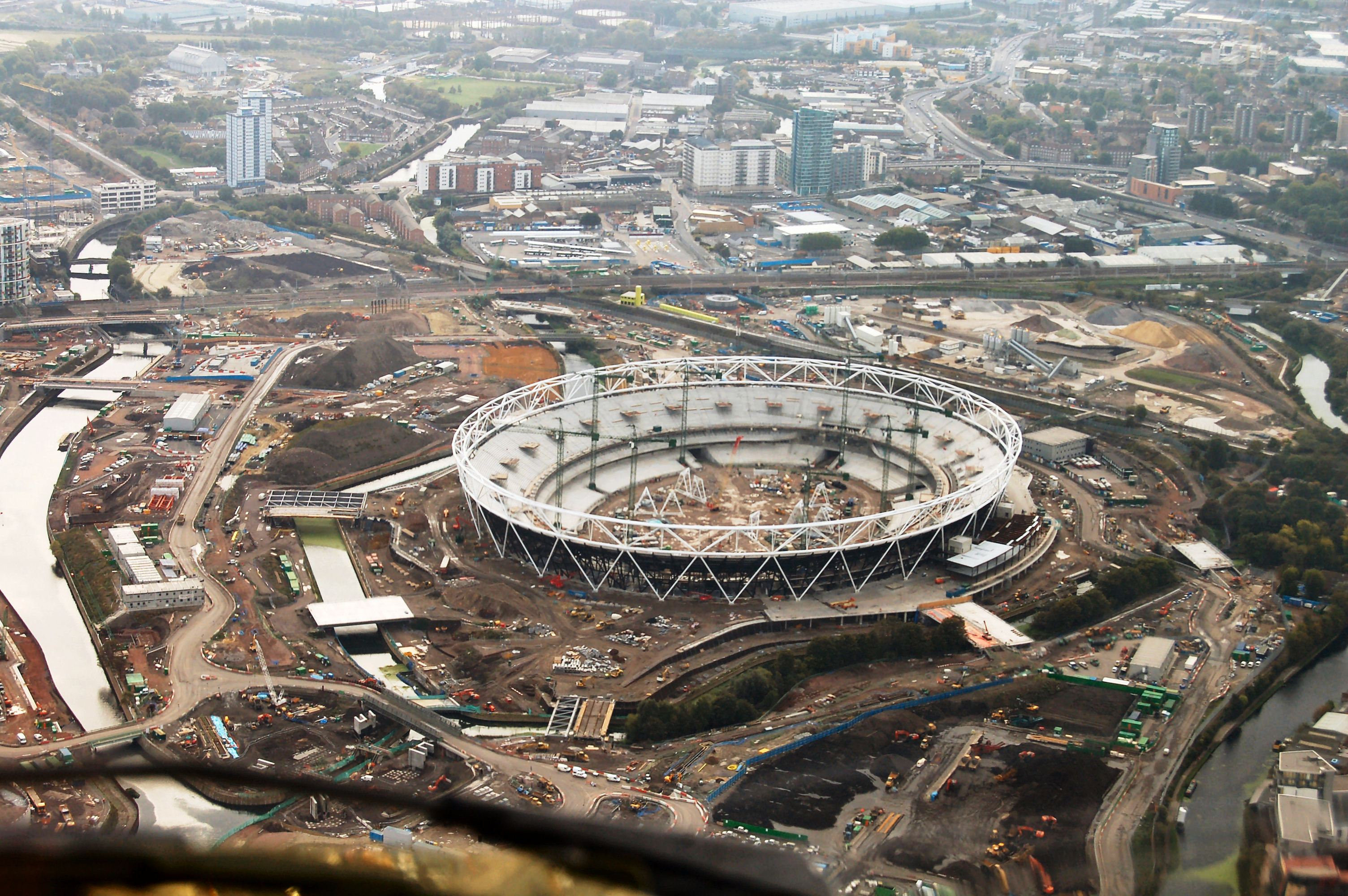
O Estádio Olímpico de Londres ainda em construção.

Os Jogos Olímpicos e os Jogos Paraolímpicos de Verão de 2012 foram realizados no Parque Olímpico Rainha Isabel, que foi criado em antigos terrenos industriais nas proximidades do rio Lea. Pretende-se com isso deixar um legado de novas instalações desportivas, habitações e infraestruturas industriais e técnicas que irão ainda ajudar a regenerar a área. Ele será ligado à nova estação Stratford Internacional em Newham, e à futura Stratford City. Também em Newham situa-se o Aeroporto da Cidade de Londres, construído em 1986 na área da antiga doca King George V, um pequeno aeroporto que serve para destinos domésticos e europeus de curta distância. Na mesma área, a Universidade de East London construiu um novo campus que irá fornecer à equipe olímpica dos Estados Unidos sua base de treinamentos durante os Jogos Olímpicos e Paraolímpicos de Londres de 2012. O campus do Queen Mary tem se expandido com novas acomodações adjacentes às já existentes em Mile End, e com instalações médicas especializadas no Royal London Hospital, Whitechapel e em Charterhouse Square na Cidade. Whitechapel é a base para o Ambulância aérea de Londres, e as instalações clínicas do hospital estão passando por uma remodelação e expansão de £1 bilhão.
Grande parte da área permanece, no entanto, sendo uma das mais pobres da Grã-Bretanha e contém algumas das piores carências da capital. Isso se deve ao crescente aumento dos preços dos imóveis e da construção extensiva de apartamentos de luxo localizados, em grande parte, em torno das antigas áreas das docas e ao longo do rio Tâmisa. Com o aumento dos custos em outras partes da capital e a disponibilidade de terrenos industriais abandonados, a East End se tornou um lugar desejável para o negócio imobiliário.

## Cultura popular
A East End tem sido objeto de comissões parlamentares e outras avaliações das condições sociais desde o século XIX, como visto em London Labour and the London Poor (1851), de Henry Mayhew e na Life and Labour of the People in London, de Charles Booth (terceira edição 1902-3, em 17 volumes). A narrativa de experiências entre os pobres de East End também foram escritas por Jack London em The People of the Abyss (1903), por George Orwell em partes de seu romance Down and Out in Paris and London, contando suas próprias experiências na década de 1930, bem como a do escritor judeu Emanuel Litvinoff em seu romance autobiográfico Journey Through a Small Planet passado na década de 1930. Um estudo mais detalhado de Bethnal Green foi feito na década de 1950 pelos sociólogos Michael Young e Peter Willmott, em Family and Kinship in East London.
Temas dessas investigações sociais foram transformados em ficção. Crimes, pobreza, vícios, transgressão sexual, drogas, conflitos de classes e encontros multiculturais e fantasias envolvendo imigrantes judeus, chineses e indianos são os temas principais. Embora a área tenha produzido talentos locais de escrita, desde a época do Retrato de Dorian Gray de Oscar Wilde (1891) a ideia de 'favelização' na 'proibida' East End tem exercido uma fascinação sobre um círculo de literatos.
A imagem do morador de East End mudou drasticamente entre os séculos XIX e XX. Da década de 1870 foram caracterizados na cultura como muitas vezes indolentes, não confiáveis e responsáveis pela sua própria pobreza. Porém, muitos habitantes locais trabalhavam em ocupações humildes, mas respeitáveis, como carroceiros, carregadores e vendedores de frutas e vegetais nas ruas de Londres. Este último grupo em particular se tornou tema de canções de salões de músicas na virada do século XX, com artistas como Marie Lloyd, Gus Elen e Albert Chevalier, que passaram uma imagem bem-humorada do morador londrino de East End e destacando as condições dos trabalhadores comuns.  Esta imagem, impulsionada pela proximidade familiar e laços sociais e a bravura da comunidade na guerra, passou a ser representada na literatura e no cinema. No entanto, com o surgimento dos irmãos Kray na década de 1960, o lado escuro do caráter de East End retornou com uma nova ênfase sobre a criminalidade e o banditismo.

## Leituras adicionais
- Gerry Black Jewish London: An Illustrated History (Breedon) ISBN 1-85983-363-2
- William J. Fishman, East End 1888: Life in a London Borough Among the Laboring Poor (1989).
- William J. Fishman, Streets of East London (1992) (com fotografias por Nicholas Breach).
- Gretchen Gerzina, Black London: Life Before Emancipation (New Jersey, 1995).
- Nigel Glendinning, Joan Griffiths, Jim Hardiman, Christopher Lloyd and Victoria Poland, Changing Places: a short history of the Mile End Old Town RA area (Mile End Old Town Residents’ Association, 2001)
- Derek Morris, Mile End Old Town 1740-1780: A social history of an early modern London Suburb (East London History Society, 2007) ISBN 978-0-9506258-6-7